# 排球少年！！角色列表
日本漫画家古馆春一所著漫画《排球少年！！》的角色列表。

## 主要人物

### 日向翔陽
烏野「最強的誘餌（ saikyō no otori ?）」
本作的主人公，性格明朗單純的努力家，和宛如對手一般存在的影山經常互相競爭。
超群的身體能力彌補了基礎技術和身高上的不足。目標是成為烏野高中的王牌。以看著那小小的身軀無法想像的優異跳躍力為賣點，在比賽中不斷用快攻迅速得分，使對手把注意力集中放在日向身上，讓其他主攻手在對手缺乏防備時活躍起來，因而被稱之為「最強的誘餌」。
不過因為中學時沒有能好好練習、比賽的機會，排球的程度只比完全沒打過球的普通人好一點，技術尚未完全成熟，空有一身優秀的身體能力。不過，在有影山以托球完美配合隨心所欲跳躍的自己後發展出了「怪人快攻」，開始作為「最強的誘餌」活躍於賽場。

很容易緊張，有點天然呆而率直的性格。學習方面不是很好，据自己所説連九十分都沒考到過，在東京合宿時也因為英文科期末考不及格需要補考而比其他人晚到。曾經在高中第一場正式比賽的前一晚睡不好，緊張到在巴士上嘔吐，似乎不擅長面對壓力。不過最近似乎比較習慣，甚至常在上場前一副躍躍欲試的樣子。
溝通能力很高，即使是和剛見面沒多久的人也能迅速變得熟稔。不過看見似乎很可怕的人或是美女的時候會緊張。

因為身高的原因，不時被及川與黑尾等人稱呼為「小不點（チビちゃん）」。身高以排球選手來說很矮，在現在登場的所有角色中雖然排第四，不過比日向更矮的三個人都是自由球員，因此是參與攻擊的人員中身高最矮的。
小時候看電視中播放的排球比賽裡面，全場個子都很高，唯獨有一名烏野高中的小個子身影大顯身手，就像「小巨人」一樣，當時翔陽對此留下深刻印象，努力想成為「小巨人」一樣的人，並從初中接觸排球。

以前是雪之丘中學三年級的排球社主將。初一時因為排球社人數不夠，日向總是一個人練習，初三時終於有三名初一的成員加入，日向並邀請好友組成臨時小隊，參加中學第一次也是最後一次正式比賽。在比賽中對上強豪──北川第一中學而慘敗。在那次比賽中認識影山飛雄，並宣言「由我來打倒你」，上了高中後絕對要一雪前恥。 但巧合地兩人都入讀了烏野高中，一開始兩人針鋒相對著，後來慢慢建立互信關係，更成為最佳組合。絕對信任著影山的實力，更曾因為對方似乎止步不前而發怒過。另外，雖然不知道是刻意還是天然呆，在影山消沉時會無意間地以玩笑之類的話鼓勵到他。

憧憬著「王牌」，在初期曾被安排為主攻手。後在與青葉城西的練習比賽中確立了中間手的位置。日後以「為王牌開闢道路的最強誘餌」的身份活躍著。本人起初對這個職務相當不滿，後來成功地引開了對手的注意，變得有自信了。  背號10號是曾經小巨人的背號，得知這點時相當興奮，甚至對影山說了「別嫉妒喔」。
有一個妹妹「日向夏」，小說版中曾經出現夏緊黏在要出發去合宿的哥哥背上、要正在準備考試的哥哥和自己一起玩跳繩等描寫，兄妹感情似乎相當好。

除了身高以外的基礎身體能力，在作品中都是首屈一指。能夠使敵人眼花撩亂、在轉眼間穿梭球場兩側的速度，以及能夠和身高相差超過二十公分的東峰達到相同最高打點（身高＋跳躍＋手臂長度）的跳躍力，再加上好到異常等級的體力，即使是每次比賽中隊上活動量最大的一人，也未曾出現過體力透支的情況。
最出色的優點非「對排球的愛」莫屬。中學時即使排球部部員只有自己一人，仍然堅持練習，進了烏野後也沒有絲毫改變。面對極為嚴苛的戰況也認為排球很有趣，擁有著強大的精神力。

怪人快攻在完美發揮功能後漸漸成為了對手們的研究對象以及研討對策的主要目標，高中聯賽對上青葉城西第三局的最後一球被完全攔下。以此為契機，決定捨棄目前仰賴影山精密的托球技術和自己的速度與直覺的怪人快攻，想要可以靠自己戰鬥，但影山卻不認同這種想法，兩人一度發生衝突。第一次的東京合宿完結後受到烏養前教練的指導，接受了「與任何人配合都可以打出第一節奏」的扣球和球感等練習，希望「一個人也能在空中與攔網戰鬥」。習得了攔網出界、假動作等技巧後，在第二次東京合宿中和影山成功做到了托球能在撃球點附近「落下來」、能在空中有更多擊球點選擇的「新怪人快攻」。

此外，更以烏野成為春高宮城縣代表後的縣內一年級強化合宿為機緣，改善了至今為止爛得無話可說的接球技術。雖然未被以選手的身份邀請，自願作為「撿球的」參加，反而能從球場外更加仔細地觀察賽況，變得能看清大局了。雖然以往一直依靠身體能力的「野生直覺」打球，後來能夠綜合判斷敵我雙方的狀況，運用知性與理性接球了，甚至得到了一直以來都訓斥他接球接得很爛的影山誇獎。
最可怕的事：有次緊張到發球失誤，不慎打中影山的後腦勺，而影山卻未因發怒而失控，更利用這下子來提醒日向，說：「連打爆他的後腦勺這種可怕的事都做過了，就沒什麼可以緊張的理由了。」後來這一幕成了日向舒緩緊張的方法，因為今後不可能會比這個更可怕的事了。

到白鳥澤學院高中參觀後，牛島若利斷言及川徹是「卓越的果實」，而青葉城西高中是「貧瘠的土地」，令日向不甘，想以敗給青葉城西過的「混凝土」出身的身份在全國比賽將其打敗。
在春高第二戰，對上稻荷崎高校的比賽中，最後與影山合力攔下宮氏兄弟的「雙胞胎快攻」，助烏野贏得比賽勝利。
在春高第三戰，對上音駒的「垃圾場的決戰」中，一度被研磨的計謀所牽制，無法正常助跑的情況下，更加努力地嘗試擺脫困境，甚至日向還吐槽研磨不是“勇者”，而是“魔王”，但也促使影山最後選擇「給扣球手更多時間」的做法，舉了「中央長攻」給日向扣球，最後成功學會「咚」一聲的扣球，打敗音駒。成功上演了一場非常精彩的“垃圾場對決”，也因此讓研磨説出了“好開心”。

第四場正式開始前，在賽場前與“小巨人”宇內天滿相見，在聽説宇內天滿因為“有更重要的事情想去做”而放棄了排球后，覺得“並沒有失望”，自己不再是單純的因為憧憬小巨人而打排球，而是真正的愛上了排球。
在春高八強賽，對上鷗台高校的比賽中，第三局的時候因為體力透支發燒被換下場，由成田補上。

受到宮城縣一年級強化合宿的2對2練習賽所啟發，在鷲匠監督的引薦下，高中畢業後前往巴西接受沙灘排球培訓。而且某一次在練習沙灘排球的時候偶遇來到巴西打比賽的及川徹，和他合照並發給了影山飛雄，後來得知因為他在小時候就對喜愛的阿根廷二傳偶像很嚮往，從此有了從小就想去國外打聯賽的理想，也得知他正在阿根廷打職業聯賽。
回國後成為MSBY黑狼隊員，背號為21，位置為舉對。同隊的隊友為木兔光太郎、佐久早聖臣、宮侑。
於日本奥運會之前首次入選日本國家隊。

### 影山飛雄
烏野「球場上的國王」
本作另一位主人公。銳利的紺青色眼睛和一頭俐落的黑色短髮為其特徵。
北川第一中學出身，擁有極佳球感和技術的天才舉球員，被稱為「球場上的國王」。不善與人溝通，常給人一種渾身帶刺的第一印象，但其實是個率真的人。在中學三年級的比賽遇到日向，升上高中後和日向重逢，彼此中學時代都沒留下什麼好印象，基本上每天都在拌嘴吵架。罵人時用的詞大多是「笨蛋」。
雖然嘴巴說出來的話總是不中聽，不過本人其實並不帶惡意。例如說和日向相遇的那場比賽，心裡對他的身體能力大大誇讚了一番，最後出口的只剩下對他中學三年擺著才能不用的怒罵。說出口的話很容易給人不好的印象，其實心裡好好地認可了對方。
擁有超群的球感、控球能力、敏銳的判斷力和出色的身體能力，能夠傳出精準度極高的托球，在準度方面本作中無人能出其右。即使是天才，也不吝惜努力，經常從他校的舉球員身上學習值得效法的技術。與音駒的練習比賽後也想向孤爪討教眼神假動作的技術，但因為態度看起來咄咄逼人所以嚇跑人家了。自尊心很高，但在其之上更強烈的是對勝利的渴望。不容易緊張，反而遇見強大對手時會有高機率進入日向所謂「平心靜氣影山」的狀態，全身的感官都如同雷達般敏銳，球感也達到最佳狀態，冷靜到有種暴風雨前寧靜的威嚇感。
另外，也很擅長接球、攔網和扣球，扣球的威力和正確性更不輸主攻手，可以說是全能型選手。力氣自不用說，跳躍發球的強度更被形容為「殺人發球」，起初並不擅長控制路線，後經過不斷練習，發球也升級了。發球和攔網是看著及川學會的。
即使擁有出眾的才能也不因此自滿、停止學習，每天不斷向上進步、努力練習，本質其實是個單純的好孩子，只是個排球笨蛋。平時雖然看起來有些粗暴直接，但對排球的態度截然不同，平時為了保持托球的手感有做指力訓練的習慣，例如手指伏地挺身等。為了追求更精準的托球，即使面對大量練習也忍痛盡量不纏手指，永遠讓自己的指尖保持在最佳狀態，還會細心的磨指甲。不擅長作文的他甚至會寫排球日記（雖然字很醜），從很小的時候就犧牲自己的玩樂時間，無時無刻不練習著排球，總而言之就是對排球有極強的熱情、尊嚴和嚴謹自律的態度。曾對挑釁他的天童說：「如果對我來說有什麼值得絕望，那只有不能再打排球這件事。」，平常看起來很嚴肅（其實不是故意的），但一拿到排球就笑的很開心。
0歲的時候，便在玩姊姊美羽的排球，小學二年級開始打排球，在袓父建議下成為舉球員，可惜中學二年級時祖父去世，之後只能自己一個人練習了。
中學時非常自我中心，對勝利的企圖心極強，國王之名其實是隊友的諷刺。此一性格導致中學時被隊友排擠，三年級的最後一場比賽，沒有任何人願意扣下影山給出的托球，球便直接落到地面，之後影山也被換下場。這一事件對本人來說是嚴重的心理創傷。高中在加入烏野排球社後，遇上日向和其他可靠隊員，並在前輩的指導下，日漸了解到一個人的話是贏不了的，也學會如何尊重別人及信賴別人，放下單獨取勝、自我中心的想法，逐漸蛻變成為真正的王者。
入讀烏野後，得到周圍不少的建議與指導，確立了與日向成為組合的關係，也變得比較重視與隊友之間的合作了。原先並不擅長與人交流溝通，目前正朝和自己同個位置的菅原看齊，以成為被隊友們信賴的舉球員為目標努力中。誇獎隊友時會口吃（特別是對月島時）、要擊掌時卻不懂得配合而被吐槽，雖然還是有些問題，不過溝通能力似乎正逐漸得到改善。被月島認為日向是自己的夥伴，似乎已經成為隊上公認的二人組了。精準的托球和球感，配合日向翔陽的高敏捷性和彈跳力，發揮出高水準的「怪人快攻」，並且只有這兩人的組合才能做到。
對自己的位置抱有相當高的自豪與驕傲，被日向說「主攻手比較帥時」，本人回以「像支配者一樣的舉球員才更帥」。
雖然在球場上頭腦很好、善於思考對策，但在學習方面不是很好，据自己所說甚至連八十分都沒考到過，在東京合宿時也因為期末考不及格需要補考而比其他人遲到。
原本報了白鳥澤學院高中，可惜沒有考上。認為如果及川徹是縣內最強的舉球員，那麼超越他的人就是自己。
在與日向發生衝突、第一次的東京合宿完結後練習了「能停下來的托球」，並在第二次東京合宿中和日向成功做到了托球能在撃球點附近「落下來」、能在空中有更多擊球點選擇的「新怪人快攻」。
曾在與條善寺高中的比賽發生被打中臉引致流鼻血的突發情況，需要讓菅原接替其上場擔任舉球員。
於春高前被邀請參加全日本青年代表強化合宿，結識了稻荷崎高中的宮侑、井闥山的佐久早聖臣和古森元也，以及鷗台高中的星海光來，被宮侑形容為「乖寶寶」後，擔任舉球員時好像都心事重重的樣子。在進入春高前的練習賽，與伊達工業高中進行練習賽時，影山的球感伴隨隊員的能力變化逐漸提升，並希望覓到對球隊更易得分的可能性，可能是出自於國青合宿後對自己隊員實力的落差感，和那時宮侑對自己的評價，開始對隊員提出抱怨，例如是西谷接球後阻礙了後排進攻的助跑、月島能在攔網時進行2回跳躍等，對隊友的高標準使他和其他隊員產生嫌隙，令影山驚覺自己可能變回初中時的「國王」。隊友和教練認為可能是因為他對中學時的事還耿耿於懷，因此打球時才會過度妥協隊友，這也是被評價為乖寶寶的原因，而這讓他困惑不解明明自己給出了攻擊手最容易扣的球，他們卻遲遲無法得分。經過日向的鼓勵，隊員也表示影山的抱怨是合理可行的話也會接納，長久以來的心結終於解開。教練指出：「之前的影山會主動配合攻手的壞習慣，現在則會讓攻手將擊球點拉得更高」，不再是專橫、獨裁，而是會縱觀局勢和隊友狀態的影山以「新·球場上的國王」再次誕生。
在對上稻荷崎時有出色的表現，最後與日向合力攔下宮氏兄弟的「雙胞胎快攻」，助烏野贏得比賽勝利。
在春高第三戰，對上音駒高中的「垃圾場的決戰」中，選擇「給扣球手更多時間」的做法，舉了「中央長攻」給日向扣球，最後日向成功學會「咚」一聲的扣球，打敗音駒。 畢業後成為斯懷登阿德勒的隊員，同隊的隊友為牛島若利、星海光來，以及晝神幸郎的兄長晝神福郎。進入AD後的發球排名力壓宮侑為全國第一。在AD對BJ的比賽後邀請金田一和國見一起再打排球。
日本國家隊成員。

## 烏野高中
烏野高中，位於宮城縣的縣立高中。以第二體育館為練習場所活動地男子排球部曾經有著全國級的實力，但在2007年烏養一繫前教練引退後開始衰退，外界因而稱其為「沒落的豪傑——不會飛的烏鴉」，變成不特別強也不特別弱的學校。後來迎來了日向等新入部員，以及前烏養教練的孫子——烏養繫心出任教練一職，才再度變強。
在2012年的IH預選比賽中，於第三輪被青葉城西高中打敗。同年在春高預選打敗青葉城西以及白鳥澤學園，獲得優勝成功進軍全國。在全國賽中打敗了前一年的亞軍稻荷崎，實現了垃圾場決戰並打敗音駒高中，卻在半準決賽中被鷗台高中打敗。應援橫幅為「飛吧」（飛べ）。

### 男子排球社
澤村大地
烏野「不動的頂梁柱」
烏野高中男子排球部的主將，一頭黑色短髮，性格溫和又可靠，支持著部員們又供他們依靠的主將。比起攻擊更擅長守備，對接球的技術很有自信，有著非比尋常的防守力。有如「地基」一般穩定支持烏野發揮實力。條善寺的照島曾說，比起日向和影山，他的接球能力才是烏野能夠不斷獲勝的頂樑柱。
面對進了同一間學校、同一個社團卻仍將彼此視為勢不兩立競爭對手的影山和日向，嚴苛地將身為寶貴新人的他們趕出了體育館，並在他們有所反省前禁止兩人進門；或是阻止和其他學校吵架的田中和西谷等等，說是烏野一眾部員們的監護人也不為過。漫畫版中，更曾被菅原說過「大地偶爾就像個爸爸一樣呢」，動畫版聲優的日野聰也曾發言，「澤村對烏野來說，是和菅原一起作為父母般支持、引領著大家的存在。」
十分清楚選手們幹勁的開關所在。在與和久谷南高中對決時因為接球而和田中頭部相撞而暫時下場，由緣下替上。
如上所述，平時擅長照顧人而且相當溫柔，但會用「膽小鬍子（ヒゲちょこ）」這種直接亂來的方式稱呼東峰。被問到為什麼只對東峰直來直往時，本人答「因為他就是膽小鬍子」。另外生氣的時候很恐怖，是靜靜散發著壓迫感的那種類型。
另與身為音駒主將的黑尾握手時，彼此一致評價對方為「不好對付的類型」，比賽後再次握手時的氛圍也相當險惡，會用盡全力握住對方的手，得到一旁的菅原和夜久大叫「好可怕」的反應。不過，在東京遠征篇後關係似乎變好了。
與女子排球部主將道宮結、常波高中排球部的池尻隼人畢業於同一間中學。之所以選擇來烏野是因為學校離家很近，還有忘不了在電視上見到的小巨人身影。

菅原孝支
烏野「不屈的舉球員」
烏野高中男子排球部的副主將。有著一頭灰色的中分瀏海短髮，以粗眉和左眼下的淚痣為特色的爽朗青年。和影山打相同的位置，在影山加入前一直都是烏野的正選舉球員。 被部員們暱稱為「菅（スガ）」，及川則稱他「爽朗君（爽やか君）」，但也說他打球的方式一點都不爽朗。
性格溫和並有著強大的包容心，常擔當阻止部員們暴走的角色。也有喜歡開玩笑的另一面，有時莫名地顯得很興奮。總之是個率直單純好相處的人，但偶爾會做出辛辣的發言。
身為舉球員的技術和才能並不特別出色，但時常注意周遭情況、觀察隊友們的狀況，並且調和隊伍的氣氛，身為球隊「司令塔」的能力頂尖。擅於鼓舞隊友，讓隊友找回平常心。在比賽中會一邊鼓勵攻擊手，一邊觀察攻擊手的表情或身心狀況，做出適當舉球。同時也是教會影山信任他人，不再孤軍奮戰的前輩。而這方面的能力嚴重不足的影山則相當努力想要效仿。
東峰和田中曾說過「能對大地（前輩）說教的只有菅（前輩）而已」。  曾對正在煩惱正選舉球員該讓影山還是自己上場的烏養教練說，如果能讓隊伍更長久的站在球場上的是影山的話，應該毫不猶豫地選擇他。堅定地傳達了自己的意志，意外地有著剛毅的一面。是一位指導著優秀的後輩，並支持著主將與王牌的，出色的副主將。
另外，他似乎是最常使用「～だべ（的唄）」等宮城（亦包含北海道、東北、關東一部份地區）方言的一位。
會以發球干擾對方攻擊手的進攻，並且能夠活用大家各自的特色進行攻擊，但攻擊模式的變化不足，容易被對手抓到攻擊節奏及攔網高度不夠高是他最大的弱點。

田中龍之介
烏野「火爆的攻擊手」
有一個和尚頭，經常仰著首朝著對方囂張地說話。卻出奇地著重同伴之間的禮儀。曾稱呼山本猛虎為「城市男孩（city boy）」。曾把日向叫作「小不點1號」。力量在球隊中僅次於東峰，是烏野第二強的主攻手，有著被逼到絕境時也絲毫不影響表現的強韌抗壓性。
潔子親衛隊成員，在第一次見清水潔子時對她一見鍾情並說「請和我結婚」，遭受清水學姊拒絕。在與音駒練習賽結束後，和山本猛虎產生了以「清水潔子」為中心的友誼。潔子親衛隊會在其他人想接近清水時散發強烈的氣場令人卻步。
外表粗爆但扣球卻意外的角度非常刁鑽，在打球方面是個心思細膩的人。在東京合宿後以木兔為榜樣學會超級斜線球。曾在春高與久谷南一戰為接球而與隊長澤村大地相撞而致其與緣下力作交換而下場，後在緣下的鼓勵下恢復。在春高半決賽與青城比賽時，無意識和青城的京谷在球技上有互相挑釁的對拚，間接使得青城的破綻開始出現。
在與稻荷崎一戰中一度因為自己的無所作為而消沈，在排球社中沒有一項能力是第一的他認為自己很平凡，但隨後又振作起來，因為「平凡的自己沒時間消沈」。
多年後和清水潔子結婚。
東峰旭
烏野「玻璃心的王牌」
烏野高校男子排球部的王牌。留有小鬍子、將長髮在腦後纏成包包頭是其特徵。以充滿力量感的扣球為武器，是烏野少數的長參選手。從中學時就因扣球的強勁力道而為人所知，也有不少人聽過「西光台（旭出身的中學）的東峰」這個名號。
據菅原所言，三月時東峰的扣球在縣民大會被對方的攔網完全封殺（後證實為伊達工的鐵壁），因此離開社團好一段時間。比別人有著更強一倍責任感，認為自己當時的失誤成了隊伍的累贅，害怕被再次攔網而產生了恐懼，從而受不了罪惡感的苛責並退出了隊伍。後被日向所說的話感化，在對烏野町內會練習賽中作為町內會隊的一員，在和西谷與菅原合作的過程中找回了身為主攻手的榮耀，正式復活。在IH二回戰中後半，就算沒有最強的誘餌欺敵，也能勇敢地面對鐵壁了。
外表在他校學生看來，被形容為「高中留級的社會人」，或是不良。關於他校學生對他的誤會有不少傳言，曾在烏野高中留級了五年，把北高的學生作手下使喚，拉人家打架、在街上幹不法勾當等，但事實上與外貌相反，心理素質非常脆弱。因此常被周遭人說是「膽小鬍子」（主要是澤村）或是「玻璃心」。
外表和內心差距如此之大的他之所以會留鬍子和長髮，本人言「因為想要看起來野性一點」。姑且是抱有這種理想的，不過果然還是沒起什麼效果。
最初的比賽中，膽小的老毛病依舊沒治好，被對手攔下了也會喪失自信，但在可靠的隊伍守護下漸漸成長，終於慢慢變得有王牌的樣子。在對稻荷崎一戰中，更是對著一直以來鼓勵著自己的西谷說出了「就算沒有最好的一傳，我也會得分」此般帥氣又富男子氣概的話。
另外，在IH預選後改變了形象，改用髮帶。因為之前被潔子提醒了「東峰頭髮總是綁得緊緊的話，將來會禿頭喔。」
在第一次的東京合宿完結後為了擁有「能在決定勝負的時候穩定發揮的實力」，練習了跳發球，日後成為了和影山一樣，具威脅性的強發選手。
西谷夕
烏野的「守護神」
被澤村稱為「烏野的守護神」，擁有堅強實力。平時總是將一頭黑色短髮向上梳，額頭中間有一撮金髮自然垂下，順帶一提往上梳的頭髮會為西谷的身高增加十公分。因為這個造型已經變成西谷的註冊商標，日向一開始沒能認出合宿中入浴後的他，甚至以為是小孩子的幽靈。琥珀色的縱長雙眼為其特徵。
被田中暱稱為「阿谷（ノヤ）」，日向則稱其為「阿谷學長（ノヤっさん）」。喜歡穿上頭寫有四字熟語的Ｔ恤，而且有很多不同種類。
曾經因為發生某件事情而被禁止參加社團活動一個月，在與青葉城西的練習賽之後回歸。但當時表示若身為王牌的東峰不回來的話，自己也不會上場比賽。而在對町內會練習賽後，東峰 回 歸，自己也回到隊上。
體格以高中男生來說非常嬌小（作品中登場的選手裡身高最矮的），本人似乎多少也有點在意這件事情。不過存在感和小小的身軀呈現極大反差，非常強烈。澤村曾言，只要有他站在賽場上，就會安心好幾倍。
和影山一樣，對自己打的位置相當驕傲與自豪。說過自己就算身高有兩米也會做自由球員。與此份自豪相對地，也擁有在縣內能夠爭上一、二名的實力，並曾經在中學時代上得到過「最佳自由球員」的稱號，音駒的自由球員夜久對其評價也相當高。
擁有優異的反射神經、動態視力和動物般的直覺，基本上就是個靠本能行動的人。即使是強烈的扣球、發球也能完美接起，和影山一樣是天才型選手，所以教人時會混入很多自己感覺型的形容詞，也就是教得很爛。
即使才能出色也不懈怠練習。被禁止參加社團活動期間也繼續打排球，混在附近的大嬸們組成的球隊中訓練。雖然隊友們對給予身為自由球員的他幾乎已經接近完美的評價，本人卻尚不滿足，持續努力向上中。
性格非常熱血，身材矮小卻充滿男子氣概，不只是後輩，在前輩眼中也是相當可靠的人。和澤村一同擔當著隊伍精神支柱的職務。被稱讚就很容易得意。
仰慕著身為前輩的東峰，和田中組成二年級暴走二人組，是澤村主要的管教對象，更是隊上的氣氛製造者。
和比賽中總是安靜無聲的接球相反，本人時常興致高昂。被日向稱為暴風雨，只要一來了就會非常吵鬧。潔子親衛隊隊長，被奉為師傅（因為被潔子打過一巴掌）。時常和田中一起向潔子搭話然後被無視，兩人似乎很享受這個過程，潔子親衛隊會在其他人想接近清水時散發強烈的氣場令人卻步。
出身於屬排球強豪的千鳥山國中，曾經和影山出身的北川第一中學比賽過，以二比一敗北告終。曾經說過有個「發球很厲害的傢伙」，為及川徹。
順帶一提，「千鳥山的西谷」這個名號非常響亮，是他校選手也認識其名字的程度。擁有實力與知名度的他應該也收到了不少學校的入學邀請，不過他選擇就讀烏野的原因是男子制服是帥氣的黑色立領（中學時是西裝），女生的制服也很合其口味，而且離家很近，因而毫不猶豫就入讀。
在第一次的東京合宿完結後加強練習了托球。面對不常出現的左撇子選手——牛島，發誓給自己三球的時間適應，自己一定接下牛若的球，並且成功。
春高第2輪，面對稻荷崎高校時，因宮侑的跳飄發球而感到害怕，後因木下大喊「向前」，成功走出恐懼。

月島螢
烏野「機智的攔網手（クレバーブロッカ）」
金色短髮，戴著黑色粗框眼鏡，與山口忠由小三開始認識。經過公園時對欺負山口的同學說「遜斃了」，最後欺負山口的小孩們一哄而散。學習成績不錯，曾在期末考前指導日向和影山的學習。認為身高跟天份的不足是無法只靠不斷的努力去補足的。
是排球隊中現任隊員中身高第一的球員。經常拿日向的身高來戲弄他。接球很弱，本人曾表示討厭接球。非常善於使用假動作。
覺得排球不過就是個社團活動而已，不需要太認真，因為太過認真的後果之後也只會更受挫而已。原因是月島的哥哥曾是烏野排球隊的成員，小時候似乎對此感到嚮往，但後來意外地發現哥哥並非如其所說是隊裡的首發球員，甚至連候補球員也不是，而成為心結，認為自己擅自認為排球是哥哥的一切，害他說了很多不必要的謊言，後來在哥哥的自白下解開了心結，並在那之後、與條善寺高中比賽之前在哥哥的排球隊參與了訓練。
在第二次東京合宿時經常被黑尾和木兔叫去第三體育館幫忙攔網，並在練習當中受到黑尾指導相當多的攔網技術。
在春高與白鳥澤比賽中攔下一球牛島的扣球，於第五局，右手因為小指脫臼而中途下場，途中由成田替補，後於184話時回歸，並將牛島打的其中一球完全攔截下來。
被武田老師稱為「烏野的理智」，與白鳥澤一戰後，烏養教練將他稱為這次比賽的「MVP」，台上的觀眾也讚歎於他的處變不驚。於春高前被邀請參加宮城縣一年級強化合宿的選手之一。
春高第2輪，面對IH亞軍稻荷崎高校時，憑藉自己對日向和影山超速攻的熟悉程度，成功攔下了「高中排球界最強的雙生子宮兄弟」宮侑和宮治的複製版超速攻，發揮了重要的作用。另外面對角名倫太郎的轉腕扣球，月島的攔網令後排成功接球，角名稱他為見過最不重視自我的中間手。
春高第3輪，面對音駒高校時，憑藉自己的攔網技術、青梅竹馬山口忠的跳飄發球技術和兩人想法的相互理解，被眾人稱為「相互理解的矛和盾的結合」。

山口忠
烏野「關鍵球的專家」
深綠色M字瀏海短髮，小時候曾經因為臉上的雀斑而被同學在公園裡欺負，而隔壁班的月島剛好經過時對著他們說「遜斃了」，最後欺負山口的小孩們一哄而散。對月島有崇拜心理，自此一起長大。
是烏野排球隊中唯一一個不是先發成員的一年級，在36話中為了改變現狀，開始跟嶋田誠學習跳躍飄球。在IH對青葉城西之戰時，曾與日向做更換，作為關鍵發球員上場，但並沒有得分，為此在心理上造成缺失及悔悟，想要將勤補拙，在之後不斷鑽研發球，希望自己能為球隊出力。
在春高對和谷久南之戰時亦再次作為關鍵發球員上場，與月島做更換，並擦網入界得分，使烏野到了局點。之後和青城對戰的第二局作為關鍵發球員上場，拿下五分。
春高第3輪，面對音駒高校時，憑藉竹馬月島螢的攔網技術、自己的跳飄發球技術和兩人想法的相互理解，被眾人稱為「相互理解的矛和盾的結合」。
在春高與鷗台第三局時因月島的腿抽筋而更換上場。
在高中三年級成為隊長。

緣下力
烏野「二年級生的首領」
一頭黑色右陰瀏海短髮。 能把「二年級暴走二人組」（田中及西谷）牢牢地掌握在手中，有如「首領」一樣，是很有威信的人，在一年級中的影響力也在不斷擴大中。熟知「見到比自己緊張的人就能取回平常心的法則」，在山口被替換上場發球時以此使山口減少壓力。
一年級時曾經在烏養前教練的高密度訓練下因為只是把排球當作休閒活動，和其他4名同年級的社員逃避練習，但後來因罪惡感而回歸排球社，同樣曾逃避練習的木下和成田也決定繼續待在社團中。在與和久谷南高中對決時因為澤村接球時和田中頭部相撞因而需要換下場而接替上場，知道自己在他人眼中可能只是澤村的替代品，但認為自己只要踏上球場，就該盡力為球隊完成使命。

木下久志
就讀烏野高中二年級二班，排球社主攻手。苦練跳發飄球，繼山口之後的關鍵發球員。
春高第2輪，面對稻荷崎高校時，作為關鍵發球員上場卻沒能得分，心有不甘並希望能有一次機會成為隊裡的英雄。隨後向因宮侑的跳飄發球而感到害怕的西谷大喊「向前」，令西谷成功走出恐懼，成為「守護神」的英雄。
現就職於鐵路公司。

成田一仁
就讀烏野高中二年級四班，排球社中間手。因為在練習時和菅原配合時間較長，因在與條善寺高中比賽菅原替換上場時曾與日向做更換上場。在春高宮城縣預選賽和白鳥澤第五局時曾與受傷下場的月島做更換上場。在春高全國大賽上和鷗台第三局時，因日向發燒而與日向更換上場。
現就職於不動產公司。

### 男子排球社相關者
清水潔子
就讀烏野高中三年級二班。有一頭秀麗的黑髮，左嘴角下有一顆痣，帶著眼鏡的極級美女，學生走過也會心動不已，是排球部的女經理人。排球部的西谷及田中表示自己是潔子親衛隊成員，會保障潔子的安全，而潔子通常都會無視。
在成為排球部的經理人前是位田徑選手，但因為經常摔倒導致腿上造成不少傷痕而經常穿著絲襪，這也使得她對在前線比賽產生恐懼感，高一入學時沒有加入田徑社，並在澤村等人的邀請下成為排球部經理。
在排球部復活時﹐把以前烏野高校排球部用過的比賽橫額洗乾淨,重新展示在大家的面前並對大家說了聲加油，令大家一度感動淚湧﹐成為驅動大家奮戰的動機。了解自己身為三年生的生涯將伴隨排球部活動一同結束時,積極向低年級生勸募成為排球部新經理人﹐使谷地仁花志向成為下任排球部經理人。
多年後與田中龍之介結婚，並改名為「田中潔子」，並不再穿著絲襪遮住傷痕。
谷地仁花
就讀烏野高中一年五班，金色短髮，左邊用星星頭飾紮著小馬尾，家距離白鳥澤只有兩站。將接替潔子的排球社臨時新經理。不討厭學習，並受日向和影山的請求而輔導兩人學習。
一開始被邀請成為排球部經理時，認為自己只是「村民B」的存在而不應被重厚望，而母親也對女兒不表支持而猶豫不決。後來被日向指出「村民B也有村民B的魅力」；並被潔子指出「開始做一件事情並不需要有堅定不移的意志和崇高的動機之類，順勢開始」。在日向的軀動下，仁花也向母親表明自己的決心，開始為經理一職而努力，並為烏野高校排球部設計海報以募集捐款。
武田一鐵
黑色卷曲短髮，戴眼鏡的年輕教師。烏野高中的現代文老師，說話有點文藝。今年新上任的排球社顧問兼監督，沒有任何排球經驗。
IH預選賽時，為社員們打氣，並希望烏野高中再次展翅，讓大家看見「古兵烏野的復活」。似乎很擅長下跪。為了排球部的活動不惜動用貯蓄，非常盡責。
烏養繫心
烏野高中排球部教練，烏養一繫的孫子。「坂之下商店」的店主，因為這個店名，使得日向等人一度誤以為他姓「坂之下」，但實際上「坂之下」是母親娘家的姓氏。是烏野高中的畢業生及前排球部員，位置是舉球員。染了一頭金髮，會用髮箍梳向後。學習超差。曾因月島自己來問問題而感動落淚。自己高中三年間唯一一次上場原因是隊上的正選舉球員學弟受傷，作為替補而上場的。因此曾在要選擇一年級的影山還是三年級的菅原之間猶豫，在聽完菅原的意見後，表示「為了讓你們能不斷獲勝下去，我會付出一切的努力。」
烏養一繫
「小巨人」時代烏野排球隊有名的教練。現在已退下排球隊教練的工作，只於住所附近教授中小學生排球。是於春高前使日向和影山的「怪人快攻」進化的關鍵人物。稱日向為「小不點（ちびすけ）」，後來因為日向球技進步而「升級」為「小不點太郎（ちびたろ） 」。與白鳥澤的監督鷲匠在教學理念上是長年以來的老對手。與音駒的教練貓又育史是自學生時代以來就是老對手。

### 女子排球社
道宮結（配音：瀨戶麻沙美（日本）；曾莉婷（台灣）；張頌欣（香港））
身高：159.3cm，體重：51.0kg，生日：8月1日，喜歡的食物：納豆拌飯，最近的煩惱：被人說大腿太壯
首次登場:動畫第5話（第一季）
就讀烏野高中三年級一班，烏野高中女子排球社隊長。國中已與澤村大地熟識，因為同為排球社隊長，所以會經常鼓勵對方。
性格堅強的女孩子。IH預選賽第一輪被淘汰後，安慰哭泣的隊友，後在隊友看不見的地方偷偷哭泣。
似乎喜歡大地。
長大後定居東京，擔任飯店工作人員及藤球選手。
相原真緒（配音：末柄里惠（日本）；（台灣）；吳羨婷（香港））
首次登場:動畫第15話（第一季）
三年級生。女子排球部隊員。在IH預選賽後引退，並在男子排球部進軍春高宮城縣選拔時和道宮一起來聲援。
佐佐木千鶴（配音：佐藤奏美（日本）；（台灣）；何璐怡（香港））
首次登場:動畫第15話（第一季）
三年級生。女子排球部隊員。在IH預選賽後引退，並在男子排球部進軍春高宮城縣選拔時和道宮一起來聲援。被田中和西谷稱為「阿彩師姐」（貌似是因為初期設定尚未確定）。
須藤 凛子
女子排球社隊員。在道宮之後接任女排隊長，立下了IH預選賽8強的目標。

### 男子排球社OB
宇內天滿
高中時期時，黑色短髮，髮型很像翔陽，身高大約170，春高參賽時的背號是10，被稱作「小巨人」（舞台劇演員：佐川大樹）。田中冴子指出他是氣勢逼人的人，身為王牌絕對的自尊與自信從全身散發出來。漫畫第338話正式登場，並透露高中畢業後已經沒有打排球，並成為漫畫家，著有「殭屍劍士江市修」，在周刊少年BYE連載中，但即將腰斬。在AD對BJ的比賽後採訪木兔光太郎作為取材，「殭屍劍士江市修」完結後改畫排球漫畫。
嶋田誠（配音：前野智昭（日本）；蔡宇軒（台灣）；鍾見麟（香港），舞台劇演員：山口賢人(頂端の景色(初演)-最強の場所)
 →染川翔）
年齡：26歲，身高：177.7cm
首次登場:動畫第9話（第一季）
嶋田超市店員。烏野高中排球社畢業生。教授山口跳躍飄球的技巧。和瀧之上經常觀看烏野的比賽，並經常作出分析和向其他人解釋比賽的技巧等等。
瀧之上祐輔（配音：阪口周平（日本）；張方正（香港），舞台劇演員：坂口慎之介(頂端の景色(初演)-最強の場所)）
年齡：26歲，身高：185.6cm
首次登場:動畫第9話（第一季）
瀧之上電器店店員。烏野高中排球社畢業生，位置為中間手。在第二次東京合宿時為烏野高中擔任了去程的司機。和嶋田經常觀看烏野的比賽，並經常作出分析和向其他人解釋比賽的技巧等等。
內澤英紀（配音：仓富亮（日本））
首次登場:動畫第9話（第一季）
內澤乾洗店店員。年齡：28歲，身高：176.3cm。
月島明光（配音：櫻井孝宏（日本）；鍾少庭（台灣）；李致林（香港），舞台劇演員：山川宗一朗(進化の夏)）
月島螢的哥哥，兩人相差7歲。國中就讀雨丸國中，是該校排球隊的隊長兼王牌。高中進入烏野高中就讀，比小巨人與冴子大一屆。
高中也是排球社的社員，但不僅不是先發，連後補都不是。但在弟弟崇拜的眼光下，怎麼都說不出實情，只好假裝自己就像國中時仍是隊上的王牌，並以自己會緊張為由禁止弟弟來觀看自己比賽。假面具一直帶到弟弟五年級時，認為這是高三的哥哥最後一場不去觀看不行時，被戳破了。
98話再次登場時，明光已經進入大學了，並已經擺脫高中時的陰影和後悔的心情，再次明白打排球是一件很快樂的事，為了滿意的目標全力以赴著。與螢的心結也開始解開，在螢背後默默的支持他。
在代表決定賽前一周買了運動眼鏡給螢，指戴上這個以後「用臉攔網也不用怕了」。
大學畢業後就職於文具製造商。
黑川廣樹（配音：小西克幸（日本）；李鎮然（香港））
澤村前一任的部長。久中出身，澤村云初中時曾見，攻守兼備之士。接球但憑臨時反應。
在春高觀看了烏野對決樁原的賽事。
田代秀水（配音：宮田幸季（日本）；巫哲棋→李致林（第四季）（香港））
黑川前一任的部長。在澤村該屆入球隊為新生時的部長。球隊雖未遭遇任何變難，但烏養老教練走後並無教練，校外隊伍即親疏相繼拒絕相與舉行練習賽，士氣低落直到大賽前夕才團結起來，在縣級預選賽在第二輪賽時落敗。高三全體引退前，他告誡澤村這一屆新生：「機會只降予有準備的人，烏野或不復振興，但若有機會到來時一定要緊緊把握」。
在春高觀看了烏野對決樁原的賽事，並因看見澤村和東峰的表現而哭泣。

### 其他相關者
田中冴子（配音：小松由佳（日本）；楊慧玉（台灣）；詹健兒（香港），舞台劇演員：佐達ももこ(進化の夏-最強の場所)
 →安川里奈）
年齡：21歲，身高：155.2cm，體重：48.8kg，生日：5月5日，喜歡的東西：本壘打雪糕，最近的煩惱：沒有女生明白弟弟的帥氣之處！
田中龍之介的姊姊，金色短髮，打扮時髦，巨乳。烏野高中畢業生，認為自己八成和「小巨人」是同一年級，還差點迷上他。在烏野東京合宿時，駕車為考試不及格的日向和影山送上一程，經常去比賽現場為烏野加油。
組了一支和太鼓隊伍。在烏野對戰稻荷崎一戰，烏野即將被稻荷崎啦啦隊的氣勢所吞噬時及時出現為烏野挽回士氣。非常喜歡喝酒。
森行成（配音：櫻井透（日本）；張裕東（香港））
身高：183.5cm。首次登場:動畫第9話（第一季）東北商業大學三年級生。每次參加町內會都會被大叔們灌醉是他的煩惱。曾幫忙烏養教練錄影青城的賽事。

## 所屬宮城縣的高中

### 青葉城西高中
青葉城西高中，通稱「青城」（せいじょう），宮城縣的私立高中。不少排球名校——北川第一中學的畢業生都進了這間高中，成績也經常保持在上位的名門學校。其男子排球部為縣內四強，守備和攻擊都不在話下，全員的平均能力都很高，以強勁的攔網出名。這一屆更是以及川為中心，以發揮高攻擊力的戰術活躍於球場。據說每個成員到了其他學校都是能做王牌的等級。應援橫幅為「制霸球場」（コートを制す）。
及川徹
咖啡色短髮，青葉城西高校排球部主將，有著出眾的外貌。在烏野對青葉城西的練習比賽中，作為最後關頭的關鍵發球員登場，實則為青葉城西的正選舉球員。
北川第一中學出身，是影山中學時的前輩，更是影山效仿著學會發球與攔網的對象。被日向稱為「大王」（影山的前輩＝比影山還厲害＝大王）。
座右銘是「要打就打到底」、「要斬草就要除根」。
基本上是個八面玲瓏的人，擅長和人相處，不過會笑嘻嘻地說著惹人厭的話、激怒別人，個性相當惡劣。據影山說其程度比性格同樣惡劣的月島還要糟糕。不過毫無保留地信賴身為隊友的夥伴們，能夠洞察並妥善利用每一位選手的優點並引出他們的潛能。身為主將兼舉球員也深得隊友們的信任，一句話就能改變隊伍的氛圍，球場上的領袖氣質和平時輕浮的樣子有著極大反差。是宮城縣第一的舉球員。
被稱為「超攻擊型舉球員」，其武器是速度與威力兼備的超強力跳躍發球，再加上本人優異的控球能力而成了他校眼中最大的麻煩。曾在比賽中單靠發球就拿下超過5分以上，相當一場二十五分比賽的20%。身為舉球員的技術與才能雖然敵不過影山，但本人說其他方面的話是自己更勝一籌。曾經調查過各校的烏養教練曾言，及川的綜合能力是縣內第一。
發球時曾經集中攻擊被他看出似乎不擅長接球的選手，還有二次攻擊、以扣球姿勢騙過對手的托球技術等等，是完全體現了他的性格，將對手玩弄於掌心的打球風格。即使面對危機關頭也能冷靜以對，為隊伍開闢道路，更時常考慮著該如何活用性格迥異的各位主攻手，以強大的臨機應變能力率領著青葉城西。
雖然表現出色，但及川徹不是天才。
是堅持不放棄的努力家，本作中的地才代表。對天才選手有許多糾結和陰影，對曾經的後輩「天才」影山採取非常幼稚不成熟的態度。說過很多次「天才真讓人火大」，期待著總有一天能在正式比賽堂堂正正地將影山打得落花流水。
對天才抱持如此複雜想法的原因，除了影山之外還有牛島。同年的兩人中，牛島永遠都跑在自己前面，並曾經因此失落而氣憤。後在岩泉的當頭棒喝下，體悟到了「六人強才是最強」，在中學時代最後一場比賽中得到最佳舉球員獎。可以說是當年岩泉的一句話，造就了今日身為舉球員的他。
與岩泉是從國小的排球俱樂部就一起打球的兒時玩伴，原作中兩人似乎在開始打排球前就已經玩在一起，有著長年密切交情的兩人組合被稱為「阿吽的呼吸」，形容兩人的契合彷彿連吸氣吐氣都是同步的。暱稱岩泉為「小岩岩（岩ちゃん）」，兩人關係友好。
雖然對他來說，牛島是一座必須翻越的高牆，牛島本人倒是將及川評價為非常優秀的舉球員，第九卷中曾說「他應該要來我們（白鳥澤）這裡」、「他是無論處在哪裡都能引出隊伍最大價值的舉球員」。實際上，在青葉城西與校友們所屬大學隊伍的練習賽中，及川加入了當天初次見面的大學生們那邊，只需幾球的時間就完全融入了隊伍，最好地善用了每一位攻手。
時常被女孩子們包圍，甚至比賽時也會有女孩子特地到觀眾席為他加油。相對的，在及川被女孩子們包圍時，曾經被岩泉用球直擊腦袋，作為制裁。
不過，根據官方網站中及川的檔案，女子排球部的大家似乎很清楚及川的真面目，因此和其他女孩子們對他的態度不太一樣。
有一個名叫猛的外甥，老是被他直呼名字（徹），有年齡相差較大的姊姊。
房間令人意外地是和室，在較矮的桌子上放著電腦，房間的正中央鋪著棉被。
生日和亞歷山大大帝同天，和岩泉相對。
岩泉一
青葉城西高校排球部副主將，北川第一中學出身。力量型的主攻手，也是青葉城西的王牌。雖然眼神銳利，表情看上去不太開心，但其實很常笑。
性格乾脆俐落、充滿男子氣概，在關鍵時刻能靠一記扣球重新提振隊伍士氣，有著強韌的精神與高抗壓性，將隊伍從崩潰的邊緣拉回來。如此帥氣的性格常被隊友們直接誇讚「好帥」，似乎相當受後輩們景仰。有時會輕拍渡或是金田一的頭。
中學時代曾有穿著「根性論」Ｔ恤的描寫，本人倒是非常適合「根性」這個詞。
對說著「除了托球以外都沒輸給影山」的及川，曾經大喊「你倒是說『托球也不會輸』啊垃圾及川」然後將球砸過去，或是將被其他學校的女孩子包圍的及川以排球直擊頭部的方式制裁後帶走，似乎是身為主將的及川專屬的吐槽役。動畫版中更出現了大罵及川「笨蛋（ボゲェ）」的畫面，而這些（包括Ｔ恤）似乎都被身為後輩的影山繼承了。
與及川是從國小的排球俱樂部就一起打球的兒時玩伴，原作中兩人似乎在開始打排球前就已經玩在一起，有著長年密切交情的兩人組合被稱為「阿吽的呼吸」，形容兩人的契合彷彿連吸氣吐氣都是同步的。被及川暱稱為「小岩（岩ちゃん）」，兩人關係友好。
與及川待在一起的時間比誰都長，也熟知該如何對待彼此。雖然時常被及川的言行惹怒，但總是最早察覺及川的不對勁、阻止他過度訓練，是默默支持著他的存在。不如說之所以有今天的及川，是因為有岩泉在他身邊。
對及川的發言相當嚴厲及不留情面。對從及川口中說出來的「我們兩人之間的信賴關係」，本人非常無情地吐槽了「才沒有那種鬼東西」。
生日是亞歷山大大帝的忌日，和及川相對。
松川一靜（配音：祐仙勇（日本）；陳灝瑋→陳耀楠（香港），舞台劇演員：畠山遼(頂端の景色(初演)→白柏壽大）
身高：187.9cm，體重：73.8kg，生日：3月1日，喜歡的食物：起司漢堡，背號：2
首次登場：動畫第6話（第一季）
就讀青葉城西高中三年級一班，排球社中間手。身材高大，有著黑色微捲的頭髮。被及川稱為「阿松（まっつん）」。會和花卷一起吐槽及川。
攔網技術被日向翔陽稱為（他見過的）最噁心人的攔網。
畢業後任職於葬儀公司。
花卷貴大（配音：櫻井透（日本）；鍾少庭（台灣）；張方正→李鎮然（香港），舞台劇演員：金井成大）
身高：184.7cm，體重：72.0kg，生日：1月27日，喜歡的食物：泡芙，背號：3
首次登場：動畫第6話（第一季）
就讀青葉城西高中三年級三班，排球社主攻手。被及川稱為「小卷（マッキー）」。有著紅棕色的短髮。會和松川一起吐槽及川。
2020東京奧運時正在東京另尋工作。
渡親治（配音：Lounsbery Arthur（日本）；劉奕希（香港），舞台劇演員：齋藤健心）
身高：171.2cm，體重：62.5kg，生日：4月3日，喜歡的食物：水煮蛋，背號：7
首次登場：動畫第6話（第一季）
就讀青葉城西高中二年級六班，排球社自由球員。及川叫他「小渡（わたっち）」。同位置的烏野自由球員西谷曾經稱讚他是「天才自由球員」。
畢業後任職於水族館。
矢巾秀（配音：河西健吾（日本）；鍾見麟（香港），舞台劇演員：和田雅成(頂端の景色(初演)→山際海斗）
身高：181.9cm，體重：69.0kg，生日：3月1日，喜歡的食物：鮭魚子丼，背號：6
首次登場：動畫第6話（第一季）
就讀青葉城西高中二年五班，排球社的候補舉球員。時常吊二啷噹，但在認真時說話會非常有說服力，在春高與烏野一戰時，把被臨時換下場的京谷教訓了一頓，使得京谷大開眼界和振作。
畢業後成為運動指導員。
金田一勇太郎
就讀青葉城西高中一年級五班。中間手，北川第一中學出身。和國見是好朋友，因為髮型像藠頭而被田中和日向等人稱為「辣韭頭」（「らっきょヘッド」）。與國見英、影山飛雄在國中時是排球社隊友，但因為影山獨裁的性格，忍無可忍之下聯合所有隊員向教練提出拒絕再追隨影山的請求，對於影山有一種厭惡又敬佩的感覺，為於春高前被邀請參加宮城縣一年級強化合宿的選手之一。畢業後升讀大學。
在AD對BJ的比賽後被影山邀請一起再打排球。
國見英
就讀青葉城西高中一年級六班，排球社主攻手。與金田一同屬北川第一中學出身，和金田一是好朋友，討厭不經大腦的努力，和無緣無故的浪費體力，因此在北川第一時和影山非常不對盤。偶爾偷懶會被抓到。為於春高前被邀請參加宮城縣一年級強化合宿的選手之一。畢業後升讀大學。
在AD對BJ的比賽後被影山邀請一起再打排球。
最討厭的詞
* 第二名：拼盡全力（漫畫217回）
京谷賢太郎
就讀青葉城西高中二年級，排球社主攻手。南三中出身，天才型主攻手。對學長們講話的口氣大多都較衝(包括溝口教練)，使他與上一屆的三年級（及川與岩泉的前一屆）關係緊張，其他二年級（當時的一年級）也對他敬而遠之。
及川稱他為「小狂犬（狂犬ちゃん）」，狂犬在日文中與京賢發音相同。106話初登場(動畫第二季14集)，就差點惹火現任的三年級（除了及川以外）。對及川有本能上的警戒。用賽跑、棒球和扳手腕挑戰岩泉但全都落敗，因此只聽岩泉的話。
2021年成為仙台Frogs V聯盟Division的接應員，性格比起以前溫和了許多。
溫田兼生（配音：羽多野渉（日本））
首次登場：排球少年！！劇場版：才能與感覺（電影）
就讀青葉城西高中三年級，排球社主攻手。緊張程度比一般人要高。稱呼岩泉為「一」。
入畑伸照（配音：星野充昭（日本）；鈕凱暘（臺灣）；朱子聰（香港））
首次登場：動畫第6話（第一季）
青葉城西高中排球社總教練。52歲。會讓選手自由的思考隊伍的策略，自己在旁觀看而不干涉，但會適時作出提醒。
溝口貞幸（配音：荻野晴朗（日本）；黃啟昌（香港））
首次登場：動畫第6話（第一季）
青葉城西高中排球社教練。31歲。會大罵偷懶的國見和過度衝動的京谷。

### 伊達工業高中
伊達工業高中，被冠以「鐵壁」一詞，是以超群的攔網著稱的隊伍。跟其他學校「賭注性攔網」不一樣，伊達工業使用「選擇性攔網」，也就是看清楚對手往哪裡舉球再進行攔網。春高隔年夏天於IH預賽的決賽中擊敗烏野，拿到睽違11年進軍全國的車票，全國大賽成績為16強。
應援橫幅為「伊達的鐵壁」（伊達の鉄壁）。
茂庭要
就讀伊達工業高中三年級C班，排球社主將及舉球員。雖然個子不高，但也很擅於攔網，能在隊伍失意的時候，鼓勵隊友。是個受到隊員們信賴的主將。在IH二回戰落敗以後與其他三年級一起引退，並將球隊託付給二年級。之後有去春高現場看伊達工業的比賽。
青根高伸
就讀伊達工業高中二年級A班，排球社中間手。攔網能力在鐵壁中也是超群的，除了高大的身材外，還有冷靜的動作跟寬廣的視野，以及「絕對能夠攔下」的信念。有知道對方是王牌就會進行鎖定的怪癖。
在IH二回戰第二局下半已經幾乎能適應日向和影山的怪人快攻。很少講話，就算有講話也大多是兩個字內(除了在春高說出對日向的評價之外)。似乎沒有眉毛。 好像在IH預選時和日向建起了微妙的友誼。
二口堅治（配音：中澤匡智（日本）；鍾少庭（台灣）；鍾見麟（香港）；（舞台劇演員：木村敦））
身高：184.2cm，體重：71.5kg，生日：11月10日，背號：6→2，喜歡的食物：酸酸的QQ糖，最近的煩惱：非得去拔智齒不可
首次登場：動畫第15話（第一季）
就讀伊達工業高中二年級A班，排球社主攻手。個性有點惡劣，在IH二回戰中曾因為東峰在被攔網後沒有沮喪而覺得無趣。常與同班的青根一起行動，也能把青根的單字轉換成完整的句子。
與同隊前輩鎌先常常起口角衝突，認為鎌先「凡事都看的過於嚴重」。在IH預選賽後，接下主將一職並和青根還有其他伊達工業的一二年級接下背負球隊的重責大任。
作並浩輔（配音：大西真央→寺島惇太（日本）；蔡宇軒（台灣）；袁淑珍（香港）；（舞台劇演員：廣野凌大））
身高：164cm，體重：59.5kg，生日：8月30日，背號：13，喜歡的食物：柿P，最近的煩惱：希望身材長高
首次登場：動畫第17話（第一季）
就讀伊達工業高中一年級A班，排球社自由球員。
鐮先靖志（配音：佐藤拓也（日本）；黃啟昌（香港）；（舞台劇演員：橋本全一））
身高：186.6cm，體重：82.2kg，生日：11月8日，背號：1，喜歡的食物：白餡的最中，最近的煩惱：腹肌最多可以練成幾塊呢？
首次登場：動畫第17話（第一季）
就讀伊達工業高中三年級A班，排球部中間手。擅於快攻的中間手，「所謂的鐵壁是指我們每個人！」常與二口起口角衝突，認為他「把事情都看的太過簡單」。
笹谷武仁（配音：間島淳司（日本）；劉奕希（香港）；（舞台劇演員：松本祐一））
身高：174cm，體重: 68.1kg，生日：2月10日，背號：3，喜歡的食物：竹葉形魚板，最近的煩惱：被別人批評言行很像大叔
首次登場：動畫第17話（第一季）
就讀伊達工業高中三年級，排球社主攻手。
小原豐（配音：祐仙勇（日本）；梁偉德（香港））
身高：186cm，體重: 83.1kg，生日：12月15日，背號：12→3，喜歡的食物：照燒雞， 最近的煩惱：在二年級之中，存在感似乎很稀薄...
首次登場：動畫第17話（第一季）
就讀伊達工業高中二年級B班，排球社主攻手。
黃金川貫至（配音：庄司將之（日本）；鄒韋（台灣）；李凱傑（香港）；（舞台劇演員：羽富和大(曾用名)→羽富琉偉(現用名)））
身高：191.5cm，體重:80.2kg，生日:  7月9日，背號：7，喜歡的食物：日式豬排飯，最近的煩惱：二傳攻擊無法做得很漂亮
就讀伊達工業高中一年級，是春高時替補三年級而加入的新隊員。高大型舉球員，雖然攔網時勇氣可佳但托球技術很差。似乎可以跑操場一百圈，為於春高前被邀請參加宮城縣一年級強化合宿的選手之一。
女川太郎（配音：千葉翔也（日本）；黃積權（香港））
身高：175.2cm，體重：61.5kg，生日：12月14日，喜歡的食物：杯麵，最近的煩惱：媽媽買了熱量較少的杯麵
伊達工業高中二年級生。綽號燈籠褲，背號8。
滑津舞（配音：內山夕實（日本）；黃昕瑜（香港））
身高：160.5cm，體重：45.5kg，就讀伊達工業高中二年四班，是伊達工業排球社球隊經理。
追分拓朗（配音：三木真一郎（日本）；林谷珍（台灣）；劉昭文→招世亮（第四季）（香港））
首次登場：動畫第17話（第一季）
最近的煩惱：女兒說「不要把我的衣服跟爸爸一起洗」而感到震驚，46歲。伊達工業排球社總教練。

### 白鳥澤學園高中
白鳥澤學園高中，通稱「白鳥澤」，位於宮城縣的私立學校。採國高中一貫制，校舍規模極大，有馬術場、排球社專用巴士等，被日向說很像豪華飯店。此外也是影山報考了卻沒考上的學校，一般的入學考試難度相當高。其男子排球部有多位體育特待生，是經常進出全國大賽的強豪學校，被他校稱為「王者」。擁有全國三大王牌之一的牛島若利。
隊伍的風格比起音駒和烏野那樣注重彼此的配合，更偏向將每位選手的潛能各自發揮到極致是他們的武器。烏養教練將他們評價為「縣內完成度最低的一支隊伍」。此外因為在縣內已經沒有能做他們對手的高中，會和大學打練習賽。
應援橫幅為「獅子奮迅」、「強者」（強者であれ）。
牛島若利
白鳥澤學園高中排球部主將，背號1號，位置是舉對。日本國家青年隊成員。被稱為「絕對王者」的宮城縣最強主攻手，更是全國三大王牌的一角。通稱「牛若」。及川和岩泉中學時長年惜敗的宿敵。
其扣球的威力和其他主攻手非可同語，以連西谷都無法完全擋住的威力被稱為大砲。高度和威力都極具威脅性，再加上慣用手為左手，其打出去的球迴轉方向和右撇子完全相反，使得接球和攔網的難度變得極高，因而讓西谷發誓給自己三球的時間，他一定接下牛島的球。以及能夠在一瞬間判明與修正球路，朝著對手的攔網出現漏洞的方向改變扣球軌道。發球準度方面劣於及川，但威力自然不在話下。常一個人包下隊伍大多數的得分，也經常被舉球員集中托球，但即使是五局制比賽，也能維持優良的扣球姿勢直到最後，體力正是造就絕對王者的磐石。跑步訓練時也曾將其他隊友甩出好幾條街，腳程也很快。雖然很少參與隊伍的接球戰略，技術也不差，甚至曾經被日向討教過。
不過最出色的一點，是其堅定不拔的精神力。擁有身為王牌的強烈自覺，不論面對多麽嚴苛的戰況都能繼續呼喚托球，散發身為絕對王牌的存在感。其信念似乎對中學時已經達到相同境界、同為全國三大王牌之一的桐生八有著極大的影響。
名符其實，是身為強豪校白鳥澤中心的超級選手。現今白鳥澤隊伍主要的構成方針為「如何活用牛若的能力」，可以說他的存在本身就是隊伍的戰略關鍵。
對自己的能力與強大有著相當自信，對弱者或是沒有興趣的東西一眼都看不上，相當直接瞭然的性格。另一方面也有著聽不出對手諷刺話的言下之意、不懂得開玩笑的天然呆一面。對天童有時讓人不明所以的發言也會很認真地回應，是個簡單規矩的人。
對於同為強者的人則會抱持相當敬意，對及川則給出「他應該來白鳥澤」的高評價，但對於及川所屬的隊伍青葉城西不屑一顧，做出「那支隊伍沒辦法讓及川盡情發揮」、「青葉城西除了及川以外其它成員都太弱了」的辛辣評論，使得日向相當不滿，並且向其宣稱自己是「來自水泥地」，一定會在此擊敗他。
雖然因為其絕對實力而成為了他校畏懼的對象，同年級的隊友天童則直稱其「若利」或是「若利君」，意外地被直呼名字，關係也很好。會很認真地傾聽他偶爾有些莫名其妙的話。同隊的大平評價「雖然被其他人叫做怪物，他對我們來說就只是個超級排球笨蛋」。
曾經登上排球雜誌中的一欄「高中最受矚目雜錦」，為今年「特別引人注目」的全國三人當中的一人，知名度和實力都是全國等級。是東北地區的選手中唯一被選拔進國家青年隊的，有一段時期被日向稱呼為「JAPAN」（因為其身上的運動服有著國青隊的文字）。
家人有身為前排球選手的父親——空井崇、母親以及外婆。父親是入贅婿，所以姓氏不同。雙親已經離婚，父親現在人在海外。
兒時差點被家人「矯正」左撇子時，是父親堅持「和他人不一樣的地方會成為這孩子的力量」而未果，而左撇子這個優勢也確實成為了現在身為王牌的牛島握有的一大武器。
另外，小時候聽父親說了曾經的高中同學成為了「日本第一的王牌」，自己也懷抱著「想要成為那樣」的想法。
在動畫第二季時較原作更早出場，接受了日向的挑戰，表示「很有趣」後露出了挑撥性的微笑。
生日是國際左撇子日。
大平 獅音（おおひら れおん）|配音：丹澤晃之（日本）；陳卓智（香港）| 舞台劇演員：橫山真史
身高：182.7cm，體重：82.4kg，生日：10月30日，喜歡的食物：味噌鯖魚，背號：4，最近的煩惱：坐下時不禁會喊出「嘿咻」。
白鳥澤学園高校3年4組。副主将。主攻手。外表長的剛強與名字不符。
就職於運動產品製造公司。
金色體育JUMPERS邊攻手。
天童 覺
白鳥澤学園高校3年2組。中間手，人稱猜球的怪物，完全靠直覺預測對方的進攻進行攔網，認為攔網不是把球阻擋的技術，而是把球打落進而得分的技術。
有著讓隊友難以捉摸的奇特個性。若利的鐵哥們，少數能與若利聊得來的人，但實際上都是天童單方面開啟各種話題。
畢業後在巴黎成為甜點師傅。
五色 工
白鳥澤学園高校1年4組。主攻手。自尊心極強且容易得意忘形，喜歡力求表現。只要在比賽中做出一個好的舉動，他都會興奮地環顧四周，想知道是否有人在關注他，為於春高前被邀請參加宮城縣一年級強化合宿的選手之一，因為日向稱讚他的直線球扣得很乾脆漂亮而感到開心。努力地想取代牛島成為大王牌，於第三季中想藉牛島的失誤來嘲諷他卻被反將一軍。隊伍裡唯一一個一年級首發成員，也是預定要成為下任王牌的選手。畢業後成為Azuma Pharmacy 碧色火箭邊攻。
白布 賢二郎
白鳥澤学園高校2年4組。舉球員。中學時看見牛島的扣球非常感動，決心想成為隊伍中最不起眼的舉球員。舉球風格看似毫無自己的主張，但其實對牛島的強大相當自豪，想用舉球讓牛島發揮最大的實力，這種強烈的自我主張也受到鷲匠監督的肯定。唯一一位非透過體育推薦名額進入白鳥澤排球隊的先發球員，畢業後成為大學醫學系學生。
川西 太一（かわにし たいち）|配音：大森大樹（日本）；張方正（香港）| 舞台劇演員：辻 凌志朗
身高：188.3cm，體重：74.0kg， 生日：1995年4月15日，喜歡的食物：壽喜燒，背號：12，最近的煩惱：或許開始加入花粉症患者的行列…
白鳥澤学園高校2年5組。中間手。攻守兼備。畢業後成為大學生，並在居酒屋打工。
山形 隼人（やまがた はやと）|配音：福田賢二（日本）；陳灝瑋（香港）| 舞台劇演員：高橋駿一
身高：174.3cm，體重：66.5kg，生日：1995年2月14日，喜歡的食物：海膽蓋飯，背號：14，最近的煩惱：常常把手機隨手一放就忘了拿走。
白鳥澤学園高校3年3組。自由球員。畢業後成為日腳汽車Lions自由球員。
瀨見 英太（せみ えいた）|配音：寺島拓篤（日本）；李致林（香港）| 舞台劇演員：瀨良祐介
身高：179.5cm，體重：70.5kg，生日：11月11日，喜歡的食物：鐵火捲，背號：3，最近的煩惱：天童說他的便服很土。
白鳥澤学園高校3年1組。舉球員。白鳥澤的救場發球員。身為舉球員的他有著想用自己的力量為攻手突破攔網的意識，而這種意識不被目前隊上的方針所需要，認為這便是自己不如白布的地方，但只有發球的時候是自由的。覺得白布對自己的態度一點都不可愛。曾吐槽天童小時候的髮型長的像五色。
現為公務員、樂團樂手。
鷲匠 鍛治（わしじょう たんじ）|配音：中尾隆聖（日本）；盧國權（香港）舞台劇演員：川下大洋
年齡：71歲，最近的煩惱：最近的學生獨立感感覺越來越少了
白鳥澤学園高校排球部監督，與老烏養教練是老對手，否定著與一貫主張相反存在的日向和烏野高中。起因在於學生時期有著個頭矮小不被教練看好而感到自卑的經歷。因此在擔任白鳥澤的教練後，旗幟鮮明的專找高大和力量型的選手入讀白鳥澤。1年級選拔強化集訓時，他所選擇的成員（除了擅自跑來的日向外）身高都超過180cm。
但在春高後對日向有所改觀，並介紹其前往巴西學習沙灘排球的管道，當被問到為什麼要協助日向的時候，他回答『會有人比我更期待日向翔陽這個人嗎？』。
齊藤 明（さいとう あきら）|配音：杉村憲司（日本）；蘇強文（香港）
白鳥澤学園高校排球部教練。

### 和久谷南高中
和久谷南高中，位於宮城縣的高中。通稱「和久南」。是一支雖然沒有高大身材，但卻有著優秀防守力的球隊。應援橫幅為「堅持不懈」（粘りを見せろ）。
中島猛（配音：阿部敦（日本）；鍾少庭（台灣）；李鎮然（香港）；舞台劇演員：柳原凜）
和久谷南高校3年1組。背番号1。身高173.4cm。体重65.8kg。8月20日生。跳高最高點為324cm。
善於防守和維繫，雖然身高不出眾，但會想辦法接住自由球員接起的高吊球。和日向一樣，曾經在電視上觀看過「小巨人」的比賽並且受到啟發，努力開闢不受先天身高所限制的打法。在與烏野高中的對決中也被烏養教練評價「打法很像曾經的『小巨人』」。
在作者的前作《詭辯學派、四谷前輩的怪談》中亦有登場。
川渡瞬己（配音：堀井茶渡（日本）；鍾見麟（香港）；舞台劇演員：正田尚大）
和久谷南高校3年。背号2。身高174cm。
```
 畢業於豐黑國中
```

鳴子哲平（配音：金城大和（日本）；（香港）；舞台劇演員：本川翔太）
和久谷南高校3年。背号8。身高184cm。
白石優希（配音：松田修平（日本）；（香港）；舞台劇演員：木村優良）
和久谷南高校3年。背号4。身高177cm。
花山一雅（配音：木內太郎（日本）；鈕凱暘（台灣）；梁偉德（香港）；舞台劇演員：Goku）
和久谷南高校3年。背号5。身高176cm。
秋保和光（配音：水中雅章（日本）；張方正（香港）；舞台劇演員：蓮井佑麻）
和久谷南高校2年。背号10。身高172cm。
松島剛（配音：小田久史（日本）；巫哲棋（香港））
和久谷南高校1年。背号11。身高186cm。
鬼首正臣（配音：伊藤和晃（日本）；李錦綸（香港））
和久谷南高校排球部監督。

### 角川學園高中
角川學園高中，位於宮城縣的高中。原為默默無名的弱小球隊，但在身高200公分的百澤雄大加入後，瞬間成為春高預選賽中的熱門話題。
百澤雄大
就讀角川學園高中1年級6組，排球社主攻手。身高有2米，與他霸氣十足的身高形成鮮明對比的是，他說話柔和。 從他尊敬前輩的舉止來看，他似乎也是一個嚴肅而謙遜的人。為於春高前被邀請參加宮城縣一年級強化合宿的選手之一，在因技術水平差，導致覺得訓練辛苦，後因日向翔陽的建議和鼓勵後，動作不再僵硬，並能輕鬆打球。
畢業後成成為大日本電鐵戰士隊隊員。
日本國家隊隊員。
古牧 讓（こまき ゆずる）|配音：內匠靖明（日本）；張預東（香港）
角川学園高中2年級7組。背号5。身高173.5㎝。体重61.3㎏。
南田 大志（みなみだ たいし）|配音：德本恭敏（日本）；李震權（香港）
角川学園高中2年級3組。背号12。身高161.8㎝。体重51.6㎏。
浅虫 快人（あさむし かいと）|配音：伊原隆一郎（日本）；李安邦（香港）
角川学園高中2年級3組。背号4。身高178.2㎝。体重68.5㎏。
溫川 良明（ぬるかわ よしあき）|配音：村田太志（日本）
角川学園高中2年級。背号1。身高182㎝。
馬門 英治（まかど えいじ）
角川学園高中2年級。背号3。身高180㎝。
稲垣 功（いながき いさお）|配音：金城大和（日本）；李致林（香港）
角川学園高中2年級。背号7。身高176㎝。
榊原 五郎（さかきばら ごろう）|配音：松川央樹（日本）
角川学園高中排球部監督。

### 條善寺高中
條善寺高中，球風如同嘉年華，不按牌理出牌，玩快樂排球，作風自由奔放的校隊，號稱「嬉戲的條善寺」。應援橫幅為「質實剛健」（質実剛健）。
照島遊兒（配音：江口拓也（日本）；鈕凱暘（台灣）；胡家豪（香港）；舞台劇演員：船木政秀）
条善寺高校2年7組。背号1。位置：主攻手。身長177.2㎝。体重66.7kg。生日4月18日。
性格積極主動，曾積極搭訕清水。梳著背頭、穿有舌環與耳環。
球隊的核心，但在賽場上會時有突發行為，曾在第一局賽點輕率地讓隊伍模仿烏野的同時多點進攻，在最後一球時成功打出同時多點進攻，但是出界輸了比賽。
二岐 丈春（ふたまた たけはる）|配音：寺島惇太（日本）；李安邦（香港）；舞台劇演員：鈴木遥太
条善寺高校2年1組。背号3。身高178.5cm。体重65.5kg。
沼尻 凛太郎（ぬまじり りんたろう）|配音：村田太志（日本）；張方正（香港）；舞台劇演員：荒田至法
条善寺高校2年3組。背号7。身高176.8cm。体重64.7kg。
母畑 和馬（ぼばた かずま）|配音：千葉翔也（日本）；梁偉德（香港）；舞台劇演員：森永彩斗
条善寺高校2年1組。背号2。身高185.9cm。体重71.8kg。
飯坂 信義（いいざか のぶよし）|配音：松田修平（日本）；（香港）；舞台劇演員：安川集治
条善寺高校2年4組。背号9。身高186.2cm。体重76.5kg。
東山 勝道（ひがしやま かつみち）|配音：中務貴幸（日本）；（香港）
条善寺高校2年2組。背号4。身高175.5cm。体重65.7kg。
土湯 新（つちゆ あらた）|配音：橘潤二（日本）；劉奕希（香港）；舞台劇演員：松原凜
条善寺高校2年5組。背号11。身高168.5cm。体重58.3kg。
三咲 華（みさき はな）|配音：藤村步（日本）；成瑤孆（香港）；林慕青（台灣）;舞台劇演員：佐達ももこ(客串飾演)
条善寺高校3年6組。身高163.2cm。体重49.5kg。生日5月30日。
球隊經理。因經理位置未有接班人唯一還留在隊伍的三年級生。平時對自由奔放的球隊無法置喙，自對烏野一役訓斥隊伍後，令隊員更為景慕。
奥岳 誠治（おくだけ せいじ）|配音：福原耕平（日本）；李鎮然（香港）
条善寺高校3年6組。前主將，背号1。
球風轉變後，曾以疑問提醒照島若是球賽中遭遇不順快的情況時要如何應對，照島回應為「也會好好地享受比賽」。臨退前，擔憂新一代隊伍遭遇挫折時的脆弱度，曾交待球隊經理三咲要出手指正。
栗林 月（くりばやし るな）
条善寺高校1年2組。球隊經理。
穴原 孝昭（あなばら たかあき）|配音：花輪英司（日本）；馮錦堂→雷霆（第四季）（香港）
該校教練。改變該校校隊一向穩健的風格，對他們推行2對2的訓練，專注加強個人的接戰力。重用二年級生，曾經去到縣內四強。

### 常波高中
常波高中，位於宮城縣的高中，是實力尚未成熟的弱隊。
池尻隼人
就讀常波高中三年級一班，排球社主攻手。與澤村大地同間國中出身。
駒木（配音：武內健（日本）；陳廷軒（香港））
首次登場：動畫第14話（第一季）
身高：176cm。常波高中三年級，排球社主攻手。
茶屋（配音：吉開清人（日本）；李致林（香港））
首次登場：動畫第14話（第一季）
身高：180cm。常波高中三年級，排球社中間手。
玉川（配音：大原崇（日本）；劉奕希（香港））
首次登場：動畫第14話（第一季）
身高：175cm。常波高中三年級，排球社主攻手。
櫻井（配音：Lounsbery Arthur（日本））
首次登場：動畫第15話（第一季）
身高：164cm。常波高中三年級，排球社自由球員。
芳賀（配音：古島清孝（日本）；巫哲棋（香港））
首次登場：動畫第14話（第一季）
身高：174cm。常波高中二年級，排球社舉球員。
涉谷（配音：相樂信賴（日本））
首次登場：動畫第15話（第一季）
身高：182cm。常波高中二年級，排球社中間手。

### 扇南高中
扇南高中，位於宮城縣的高中。
十和田良樹（配音：西田雅一（日本）；林谷珍（台灣）；劉奕希（香港））
身高：182.1cm，體重: 75kg，生日：8月24日，背號：4→1，喜歡的食物：可樂餅麵包
扇南高中二年級生，排球隊的主攻手。
秋宮昇（配音：菅沼久義（日本）；鈕凱暘（台灣）；黃啟昌（香港））
身高：170.2cm，體重: 62.3kg，生日：10月18日，背號：1，喜歡的食物：肉餃子
排球隊中唯一的三年級生，IH預選大敗給白鳥澤學院後已經引退。
唐松拓巳（配音：石谷春貴（日本））
身高：172cm，背號：2。扇南高中二年級生，排球隊的主攻手。
田澤裕樹（配音：金城大和（日本）；陳卓智（香港））
身高：178cm，背號：4。扇南高中二年級生，排球隊的主攻手。
森岳步（配音：橘潤二（日本））
身高：185cm，背號：5。扇南高中二年級生，排球隊的中間手。
小安
身高：186cm，背號：10。扇南高中二年級生，排球隊的中間手。
夏瀨
身高：174cm，背號：11。扇南高中二年級生，排球隊的舉球員。
橫手
身高：165cm，背號：12。扇南高中二年級生，排球隊的自由球員。

### 白水館高中
黑石純二（配音員：大塚剛央（日本）；鄧志堅（香港））
身高：173.0cm
白水館高中1年級，位置是自由人

### 新山女子高中
詳細不明。被稱作「女王」，是已經連續幾年包攬宮城在春高中的女子代表權的高中。也是IH全國大賽優勝。
天内歌（配音員：大西沙織（日本）；羅孔柔（香港））
身高：182.5cm，體重：62.4kg，生日：10月24日，喜歡的食物：金槍魚飯糰，最近的煩惱：接發球的技術不容易改善、自己不擅長直球的意識太強烈、怕生的性格很難克服、然後還有⋯⋯（以下省略）。
就讀新山女子高中二年7班。排球隊的主攻手。背號6號。
小學時就已經和田中龍之介認識，兩人的家也住的很近。三年級的時候因為他的關係而開始接觸排球，不過在四年級田中轉學後就都沒有再見面。暗戀田中。有一個年長六歲的堂哥。
畢業後在光新藥Red Rabbits擔任邊攻手，並加入日本奧運的女子代表隊。

## 所屬東京都的高中

### 音駒高中
音駒高中，東京傳統強隊，有「貓」之稱，是與烏野高中淵源已久的對手，同為「沒落的強豪」。即使在全盛時期，烏野也從未贏過音駒。沒有特別突出的攻擊力或天才型的選手，但在防守方面毫無漏洞，全隊都很擅於接球。條幅文字是「連繫」（繋げ）。
孤爪研磨
音駒「大腦」
就讀音駒高中二年級三班，排球社舉球員。
國中時期為黑髮，高中因為山本說黑色長頭髮像貞子會惹人注意，所以染成金色。後來懶得補染便變成有點類似布丁頭的造型。
有著出色和敏銳的觀察力，擅長預測和判斷對方的類型和行動。喜歡玩掌上遊戲機，甚至曾為了遊戲於凌晨兩點起床。研磨在遊戲機上面學到一些理論哲學，說話間中會以遊戲作比喻，例如「提升等級」、「體力值」等。
沒有特別喜歡打排球，但打了也不討厭，只是不喜歡流汗和累的感覺。討厭跑步，但頗喜歡跑步時看到的風景和邊跑邊思考問題。
不擅長與人相處，也不想與人扯上關係，卻很在意他人的眼光。小時候玩伴只有離自己家很近且年齡相近的黑尾鐵朗。因為黑尾的關係而去打排球。在剛開始打排球至初中的時間，經常於訓練強度的日子或比賽後的那天發燒。升上一年級後常被高年級的前輩呼喝，故不喜歡運動類社團的上下級關係，亦因此曾想退出排球社，但經黑尾的勸解後留下。
被黑尾稱作貪睡大王；食慾很小。
因在街上迷路而認識了同樣迷路的日向翔陽，並在之後成為好朋友和勁敵，曾和烏野練習賽比完時，被影山對自己的碎念問題而嚇到。
高一的時候被山本猛虎看不順眼，但經過幾次練習賽之後，彼此都覺得還好對方是同一隊的。之後山本主動示好，表示可以叫他「虎」，但研磨卻不太樂意因此大打出手。不過最後研磨還是稱呼山本為「虎」。
莫名討厭「毅力」一詞，在春高比賽後逐漸理解其中的含意。
在春高對戰烏野一戰終於說出了「好開心」、「真有意思」，並感謝教他打排球的黑尾。
在觀眾席觀賞在烏野對戰鷗台的賽事，並在日向發燒時前往休息室問候和借平板電腦予日向觀看賽事直播。
黑尾鐵朗
排球社主將，擔任中間手。有著一頭極具特色的雞冠頭，據研磨所說似乎是睡覺時壓出來的。
將球隊隊員比喻成是「血液」，必須要順暢無礙地流動，輸送氧氣（球），讓「腦」（舉球員）正常地運作。
擁有優越的攔網觸覺以及在攔網中能夠擔當司令塔。擅於挑釁別人跟戰術配合，也是少數接球很穩的中間手。在合宿期間教導灰羽與月島攔網。認為「選擇性攔網」是能笑到最後的攔網。
在合宿時曾挑釁月島，引起對方短暫的不滿過。
和木兔喜歡一起捉弄月島。
高一的時候就讀一年級二班。中學時曾在初中一年級生大會上和夜久衛輔所在的學校比賽並打輸了，上了高中後馬上就挑釁夜久，和夜久的喜好完全相反，喜歡吃魚、喜歡長髮、甜咖哩、夏天玩水、Perfume喜歡樫野有香、排球喜歡MIKASA、廁所喜歡日式……。在排球部的前輩詢問目標的時候，與夜久同時說了「全國稱霸」。
小時候好像比研磨更加害羞。
海信行（配音：星野貴紀（日本）；黃啟昌（香港）舞台劇演員：武子直輝）
身高：176.5cm，體重：68.9kg，生日：4月8日，背號：2，喜歡的食物：海葡萄
首次登場：動畫第12話（第一季）
就讀音駒高中三年級四班，排球社副主將，擔任主攻手。
高一的時候就讀一年級五班。總是帶著笑容。對於黑尾和夜久的爭吵見怪不怪。
在黑尾與夜久說了「全國稱霸」的目標時，說了「與右邊相同」。

夜久衛輔
就讀音駒高中三年級五班，排球社自由球員。
曾因為研磨居然有辦法毫不認生的跟日向聊天而感動落淚。身高是地雷，曾因灰羽不小心踩到，而對灰羽使出飛踢。覺得灰羽的姐姐（灰羽愛麗莎）美得讓人一塌糊塗。
曾被木兔評價「不用碰球就能殺死攻手」，並被西谷認為是自己和大地的合體。
高一的時候就讀一年級三班。初中一年級生大會時似乎打贏過黑尾所在的學校，和黑尾的喜好完全相反，喜歡吃肉、喜歡短髮女性、辣咖哩、夏天爬山、Perfume喜歡大本彩乃、排球喜歡MOLTEN、廁所喜歡西式……。在排球部的前輩詢問目標的時候，與黑尾同時說了「全國稱霸」。
日本國家隊隊員。
山本猛虎
就讀音駒高中二年級三班，排球社主攻手。特徵是特殊的的莫西干頭，高一入學時是黑色，後來染成黃色。有一個同樣喜歡排球的妹妹山本茜。
和田中龍之介一樣性格火爆，但在看到女孩子時就會變成一個純情的大男孩，十分介意自家排球部沒有女球隊經理這件事，曾用請隊友吃哈根達斯打賭烏野也沒有女球隊經理，結果在第一次見到清水潔子時大為心動。
時常把幹勁和毅力掛在嘴邊，高一剛加入排球社時，與缺乏幹勁的孤爪研磨時常因理念不合甚至爆發衝突，但後來兩人在多次的練習和比賽中互相認可了對方的優點，也逐漸建立起信賴關係。在黃金週與烏野對戰後，與田中建立奇妙的友情，之後拜西谷為師傅(因為西谷是唯一被清水打巴掌的男生)。
春高預選賽對上戶美學園時，因為其莽撞容易受挑釁的性格被而被對手多次針對，但在夜久因意外傷到腳後心境有所成長，幫助隊伍脫離了本有可能會輸球的危機。
畢業後成為VC神奈川 V聯盟Division 1的邊攻手。
福永招平（配音：長南翔太（日本）；李震權→陳灝瑋（香港），舞台劇演員：梶原颯→ 石上龍成）
身高：178.3cm，體重：68.3kg，生日：9月29日，背號：6，喜歡的食物：魷魚乾 / 最近的煩惱：被山本說「多說點話」
首次登場：動畫第12話（第一季）
就讀音駒高中二年級二班，排球社主攻手。喜歡說冷笑話，但全隊似乎只有研磨懂他笑話的梗。
在研磨和山本吵架的時候，會拿水桶去潑他們讓他們冷靜。也擅長料理。畢業後成為一名搞笑藝人，姓名和形象都取自招財貓。
犬岡走（配音：池田恭祐（日本）；鍾見麟（香港） ，舞台劇演員：中村太郎）
身高：185.3cm，體重：74.3kg，生日：11月1日，背號：7，喜歡的東西：炸雞和飯
首次登場：動畫第11話（第一季）
就讀音駒高中一年級一班，排球社中間手。雖然個子高大但動作也相當迅速，只要讓他徹底執行一項指令，就會發揮出不同的實力。在練習賽多次攔下日向的「怪人快攻」。
曾被吐槽明明叫「犬」卻跟貓一起。
芝山優生（配音：渡邊拓海（日本）；李安邦（香港），舞台劇演員：木村風太）身高：162.5cm，體重：53.3kg，生日：12月16日，背號：12，喜歡的東西：蛋包飯
首次登場：動畫第11話（第一季）
就讀音駒高中一年級四班，排球部自由球員兼經理。認為大家接球都很厲害，雖然不覺得自己能做得到，但想努力練習。
春高預選賽對上戶美學園時，因為夜久意外受傷退場，才第一次站在正式比賽的場地上，起先因為被戶美的主將盯上而害怕地無法動彈，但立刻想起夜久曾經說過的「能在以『防守的音駒』做自由球員，超有面子的不是嗎」而冷靜下來，並與灰羽完成「團隊合作的攔網」。
灰羽利耶夫/灰羽列夫
就讀音駒高中一年級，擔任中間手。有著灰銀色短髮，和綠色的瞳孔。個子很高，但因為有駝背的習慣所以一開始往往看不出來。是日俄混血兒，但因為從小在日本生活，完全不會講俄語。
雖然本身並不討人厭，但講話相當坦率，而且偶而會坦率過頭。曾對剛見面的日向說：「離近看感覺日向又更小了呢。」利耶夫/列夫(Лев )在俄語中是「獅子」的意思。有一個姐姐，叫灰羽愛麗莎。愛稱「列夫奇卡」(левочка)（家人通用）(漫畫191回)
研磨對他的評價是「從高中才開始打排球，所以發球跟接球都很弱，甚至比日向還爛」。有時害怕研磨。但憑著卓越的身體素質跟身高，在第一局前半就能適應怪人快攻，並且把日向的球給攔下來。
不喜歡練接球，曾為了逃避接球練習而裝死。認為拿下分數最多的人就是王牌。
春高預選賽對上戶美學園時，在夜久意外受傷退場並換上芝山後，第一次感受到了黑尾所說的「團隊合作的攔網」。
手白球彦（配音：汐谷文康（日本）；劉奕希（香港））
身高：172.2cm / 體重：59.2kg / 生日：1月14日 / 喜歡的食物：鹽燒鱈魚 / 最近的煩惱：被問「在發怒嗎？」
就讀音駒高中一年級，擔任舉球員。背號9。
於春高對戰烏野一戰首次上場，擅長天花板發球。
貓又育史（配音：福田信昭（日本）；林谷珍（台灣）；林國雄（香港），舞台劇演員:大高洋夫）
首次登場：動畫第11話（第一季）
年齡：68歲。音駒高中排球社教練。故事初期原本已經退休，在武田老師的請求下再度回到母校擔任教練，和烏養教練有很多的瓜葛。
宮城縣出身，與老烏養自國中時期於一場練習賽中結識，並多次交鋒，但國三時全家因故搬到了東京從而沒有參加國中最後一場比賽，直到高中時，兩人在全國大賽再度碰面，老烏養信誓旦旦的表示將在全國大賽與其對決，然而兩人的球隊卻皆在第一輪就慘敗，之後也無緣再踏入全國大賽的會場，雙方一直纏鬥到出社會，而互相把對方稱為敵人(老烏養稱他為「妖貓」，貓又稱老烏養為「烏鴉」)。兩人都曾說出要在全國校際球賽與堆方一決雌雄但皆無緣對決，最終帶著遺憾的退休，因為烏野和音駒往往在第三輪或半準決賽就被打包回家，所以無法正式的對決。出社會後，兩人各自擔當烏野與音駒的教練，也常與兩校舉行練習賽，繼續互鬥。現在則是老烏養的孫子對上貓又。
直井學（配音：山本兼平（日本）；劉奕希（香港））
首次登場：動畫第9話（第一季）
年齡：26歲。音駒高中排球社技術指導，與烏養繫心在高中時期已認識，自稱是「萬年暖凳組」。

### 梟谷學園高中
梟谷學園高中，位於東京的私立學校，被稱為「梟」。有全國級實力的一支球隊。身為主將的木兔是全國實力排名前五的主攻手。團隊精神極強，因為王牌木兔容易一點小事大起大落，逐漸形成一支以他為中心、支持木兔發揮實力為主要目的的隊伍，其他隊友的實力也相當，而使球隊表現穩定。有兩位球隊經理。條幅文字是「一球入魂」在全國賽決賽以2:3惜敗於一林高中位於亞軍。
木兔光太郎
三年級生，梟谷學園高中排球部主將兼王牌，實力排在全國前五名內的主攻手。名字的由來是貓頭鷹的日文和名「ミミズク」，寫成漢字後為「木菟」。特徵是與貓頭鷹極為相像、黑白相間極具特色的髮型和眉毛，被該隊的經理白福形容為長角鴞頭。會一邊大喊「嘿嘿嘿！」一邊扣球，扣球成功也會大喊。一旦練起扣球就沒完沒了。教會日向必殺技。時常情緒高漲，是不分敵我地將讓雙方士氣高昂起來的類型。
常常在莫名其妙的地方出錯沮喪，並出現所謂的「沮喪模式」，但不會因為對手很強就失意。雖然很容易沮喪，也很容易恢復狀態。生川的經理形容他雖然乍看之下像是隊上的支柱─家裡的「長男」，但其實他比較像「么兒」，被其他隊友支持著。進入沮喪模式時通常會被赤葦冷靜地吐槽。
能力方面發球、扣球等自不用說，接球技術也很好（對狢阪一戰時甚至靈機一動用胸膛接了球，而且接得很好）。被評價為「狀態好的時候能跟前三名的主攻手平分秋色甚至更勝一籌」。但因為不依靠常識思考、靠感覺行事，常人難以跟上他的節奏，而且會因為莫名其妙的小事消沉而進入沮喪模式，因此只入圍了前五名。
但是，沮喪模式中的木兔在回到正常狀態（主要是赤葦的功勞）後是位會讓敵方、我方甚至一般的觀眾都忍不住為他應援，充滿魅力的主攻手。
和音駒的主將黑尾是在合宿時常一起留下來自主練習，一起耍著月島玩的好關係。通常這兩個人開始欺負人時，赤葦都是旁觀者的角色。
目前在對音駒一役，第二局時因為兩種扣球（直線扣球和角度略微刁鑽的斜線扣球）被音駒的海、研磨等人抓住弱點破解，進入「沮喪模式」。最後在赤葦的建議下，「將腦袋放空，什麼事都不用想」之後，完全復活，只打斜線扣球。最後的分數全部都是木兔一人所拿下，震撼全場。
對狢阪的對賽中，與被觀眾譽為「狢阪最佳重砲手」和「東京都內屈指可數的主攻手」的桐生八展開激烈的對決，賽前稱自己是「一根手指之內的最佳王牌」。雖然與狢阪是激戰到第三局才分出勝負，但因木兔不按牌理出牌的攻擊讓桐生八頻頻招架失誤，桐生也以強力扣殺回擊木兔的攻擊，最後是在赤葦恢復正常的幫助下，率領梟谷贏下勝利。賽後第一次成功反駁赤葦的吐槽。
弱點（由赤葦紀錄）
- 06：愛出風頭。（漫畫244回）
- 37：當某一種球路狀態特別好的時候，可能會忘記其他球路怎麼打。（漫畫194回）

日本国家队成员。
赤葦京治
二年級生，梟谷學園高中排球部副主將及舉球員。梟谷學園的吐槽役擔當，性格冷靜，對年上又不太正經的黑尾與木兔兩人常毫不留情地直接吐嘈或是無視，動畫版中更增加了不少辛辣的發言。曾和木兔一起吐槽不小心踩到月島地雷的黑尾，也經常吐槽自家王牌。雖然看上去像是隊內少數的常識人，教練曾說過赤葦「雖然看不太出來，但其實也是個怪胎」。
不過雖然平常看上去是冷淡的人，比賽中卻意外地有著熱血的一面。曾經被影山的二次攻擊挑撥情緒（後來也用二次攻擊打回去了）、在月島向木兔等人請教問題時，看見月島被木兔的傷人反應攻擊到時會偷笑，也會和隊友們一起分享勝利的喜悅。
合宿時曾將黑尾、月島、灰羽三個人對付日向的攔網稱作是（傘）而非鐵壁。極具實力的舉球員，掌握全隊的狀況。被黑尾認為是「死認真又重視前輩禮儀的人」。在部員之中，對於性格有點麻煩的木兔，似乎是最擅長照顧他的一個。心中將他認定為「明星選手」，雖然在本人面前閉口不提（因為木兔又會莫名地情緒高漲），不過似乎非常仰慕他。
作為排球選手，即使一傳亂了也能使用非常強勢的快攻，看見影山和日向的新怪人快攻時也很快看穿他們的技術，並認知到那是自己做不到的事情，具備優秀的技術與洞察力。似乎對木兔情緒高低的開關也很熟悉，在半秒之間就可以為王牌考慮很多，從而做出最適當的決定。
對狢阪的對賽中，因被對手看穿行動模式，在第一局中盤出現心理壓力影響下失誤連連，並在第一局最後被換下場去。因木兔說「認為這場比賽絕不能輸？那以往的哪一場是輸了也無所謂的？」，終於發現自己的不足之處。克服心理障礙後，在第二局開局再度出場，與木兔、木葉、鷲尾合力掌控比賽，最後贏得此賽，晉級下一輪。賽後自我反省時被木兔發現，因自己失誤而哭了，但也不忘指責木兔容易被影響的事。
名字的由來是棕斑林梟（アカアシモリフクロウ）。
畢業後在大型出版社上班，擔任週刊少年漫畫雜誌的編輯，成為漫畫家的元祖「小巨人」宇內天滿的責任編輯。
木葉秋紀（配音：村田太志（日本）；胡家豪→陳灝瑋（第四季）（香港），舞台劇演員：東拓海）
身高：178.8cm，體重：65.9kg，生日：9月30日，背號：7，喜歡的食物：龍田揚炸物，最近的煩惱：仔細觀察過後開始覺得木兔的愚笨言行其實是天才於是有點不爽。
三年3班，梟谷的主攻手。被稱呼為「Mr.樣樣通，樣樣鬆」，因為木葉幾乎可以擔任任何位置且有點水準，結果就是哪個位置都不能專精。本人對此外號頗為感冒，被提起會動怒。曾經差點被木兔的發球打到。
畢業後擔任EHRGEIZ製藥的業務員，在公司的排球社（社會人球隊）擔任OH
猿杙大和（配音：橘潤二（日本）；鍾少庭（台灣）；李安邦（香港）舞台劇演員：松波優輝）
身高：181.5cm，體重：74.2kg，生日：8月2日，背號：3，喜歡的食物：蘿蔔泥，最近的煩惱：有時候明明沒有在笑別人卻對他說「不準笑」
三年2班，梟谷的主攻手。
畢業後擔任東京都區公所的職員。
小見春樹（配音：菊池幸利（日本）；李凱傑（香港），舞台劇演員：高根正樹 →畠山紫音）
身高：164.7cm，體重：60.5kg，生日：1月23日，背號：11，喜歡的食物：炸蝦，最近的煩惱：午餐之後沒有睡午覺的時間。
三年2班，梟谷的自由球員。
畢業後在東京當演員。
鷲尾辰生（配音：古賀明（日本）；李鎮然（香港），舞台劇演員：三宅潤(曾用名)/瀨羅純(現用名)）
身高：187.8cm，體重：80.5kg，生日：8月29日，背號：2，喜歡的食物：照燒鰤魚，最近的煩惱：初次和他見面的小孩子哭了。
三年5班，梟谷的中間手。
東日本製紙Raijin中間手，和角名、古森是隊友。
尾長涉（配音：原俊之（日本）；巫哲棋（香港））
身高：191.3cm，體重：81.1kg，生日：4月14日，背號：12，喜歡的食物：布丁（味道偏濃的），最近的煩惱：一部分的同班同學弄錯他的姓氏並稱呼他「面長同學」。
一年4班，梟谷的中間手。
大學畢業後進入玉電ELEPHANTS。
白福雪繪（配音：竹內絢子（日本）；陳皓宜（香港））
球隊經理。三年級生。留著酒紅色的及肩短髮，胃口似乎很大。
畢業後擔任營養師。
雀田加央理（配音：富樫美鈴（日本）；陳琴雲（香港））
球隊經理。三年級生。綁著高馬尾的女生。認為赤葦也是一個怪咖，只不過和隊上的其他人相比比較不明顯。
畢業後擔任體育宣傳者。

### 戶美學園高中
戶美學園高中，東京排球四大強權之一，暱稱為「蛇」（へび），打球為了勝利無所不用其極，被多人批評，但其風格除了王牌不滿之外，其餘的人都能接受。條幅文字是「堂堂正正」（正々堂々）。
大將優
戶美學園3年6班，主將兼主攻手。女朋友為山架美華，兩人曾因大將優花太多時間在社團上而分手，在東京預選賽後復合。於全國大賽中，兩人再次出現在觀眾席上。與黑尾鐵朗有著亦敵亦友的關係，會互相調侃諷刺對方。
春高全國大賽中與女友前往觀賽並為其解說，因為被女友尊敬而感到自豪。
於2021年成為愛知Yotsuya Motor Spirits V聯盟 Division 2的副攻。
高千穂恵也（配音：葉山昂，舞台劇演員：舞台劇演員：辻大樹）
身高：175.2cm，體重：63.2kg，背號：2
戶美學園3年7班，主攻手。
沼井和馬（配音：柳田淳一，舞台劇演員：杉本海凪）
身高：178.8cm，體重：71.5kg，生日：8月4日，背號：4，喜歡的食物：芥菜炒飯，最近的煩惱：一二年級缺乏意志力！
戶美學園3年1班，主攻手。隊上的王牌，相當不喜歡自己的隊伍被別人批評打法很下流，在排球少年陸VS空的OVA指出與井闊山學院一戰時手指脫臼，導致戶美學園與音駒高中對戰時無法長時間上陣。
広尾倖児（配音：清水優讓，舞台劇演員：佐藤たかみち）
身高：185.5cm，體重：70.8kg，背號：5
戶美學園3年6班，中間手。
先島伊澄（舞台劇演員：高田晃宏）
身高：174.3cm，體重：61.8kg，背號：7
戶美學園3年5班，舉球員。
赤間颯（配音：村田太志，舞台劇演員：高橋里央）
身高：172.3cm，體重：63.3kg，背號：8
戶美學園2年10班，自由球員。
背黒晃彦（配音：葉山昂）
身高：186.7cm，體重：75.3kg，背號：10
戶美學園2年1班，中間手。
潜尚保（配音：大塚剛央，舞台劇演員：小林優太）
身高：180.6cm，體重：68.2kg，生日：9月9日，背號：12，喜歡的食物：野菜蕎麥麵，最近的煩惱：老師對自己的髮型生氣。
戶美學園1年3班，主攻手。個性和打球方式都非常冷靜，說話的口氣異常平穩。
大水清心
年齡：39歲。戶美高中排球社教練。
山架美華（配音：美山加戀（日本）；劉惠雲（香港），舞台劇演員:楓(客串飾演)→木村風太(客串飾演)）
身高：156.3cm，體重：44.3kg，生日：12月19日，喜歡的食物：百力滋，最近的煩惱：不知道Instagram是什麼。
戶美學園3年4班，大將優之女友。

### 井闥山學院高中
井闥山學院高中，IH全國冠軍。春高第一種子。春高預選決勝以2:1擊敗梟谷學園拿下「東京第1代表」。春高全國大賽第三日因為隊長飯綱掌在比賽時傷到腳，以1:2敗給犬伏東，止步全國八強。條幅文字是「努力」、「常勝」。井闥山前段名『井闥』是取自黃鼠狼的日文。
佐久早聖臣
日本青年強化合宿成員之一，古森元也的表弟，全國前三主攻手，捲髮、總是戴著口罩，右眉上有兩顆痣。有潔癖且討厭人群。但在面對任何事物時絕對會全力以赴。
童年時期，由於父母與年紀與自己相差甚遠的兄姊們都因為忙碌而時常無法陪在其身邊，導致他養成了孤僻不愛和人交流的性格，即使和古森是表兄弟關係，兩人在學校也鮮少會有互動，之後他抱著反正也是閒來無事在玩遊戲的心態，被古森帶去打少年排球，並開始對排球有了熱忱。
初中（就讀怒所中學）在綜合排球賽場外的廁所，他見到了牛島若利，有別於一般人洗完手後粗俗的甩掉手上的水，牛島用手帕將手擦拭過後，反面折起收入了口袋，這讓佐久早彷彿遇見知音般，對牛島產生了崇拜之心，歷經與白鳥澤的初次交手，更讓他燃起想變強的鬥志，古森形容一直不喜歡與人為伍的佐久早「唯獨只要在比賽和集訓遇到牛島，就會少見的露出開心的表情」。在國青合宿訓練時逼問影山白鳥澤的敗因、攔住牛島的人是何方神聖等一連串問題，影山則回應「佐久早前輩，比我預想中的普通。」
最大的特徵是手腕異常柔軟，因此在發球和扣球時可以打出不同路線，更能給球加上最討厭的旋轉。宮侑亦形容佐久早的球比牛島的左撇子旋轉更難對付。
MSBY黑狼隊隊員。
日本國家隊隊員。
古森元也（配音：上村祐翔（日本）；陳灝瑋（香港））
2年級，身高：180cm，位置：自由球員，背號：13，生日:7月30日。
日本青年強化合宿成員之一，高中第一自由球員。佐久早的表哥，但佐久早因為不愛和人交流，兩人在學校也鮮少會有互動，後來在父母的拜託下帶著佐久早一同打少年排球，逐漸培養出默契。在初中以前一直是外線擊球員。但他認為自己實力不如佐久早，所以轉向自由球員的位置，他在《排球月刊》上被評為“高中第一自由球員”。
畢業後成為東日本製紙自由球員，隊友為稻荷崎的角名倫太郎以及梟谷的鷲尾辰生。
日本國家隊隊員。
飯綱掌
身高：181cm，位置：舉球員，背號：1，生日:4月27日。
井闥山學院3年級生，隊長，春高對戰犬伏東時因為腳傷而被對手逆轉勝。
初中時期曾獲JOC（青少年奧運錦標賽）最佳舉球員獎。
畢業後成為DESEO Hornets舉球員，隊友為犬伏東的甲斐涼晴。

## 所屬兵庫縣的高中

### 稻荷崎高中
位於兵庫縣的高中，排球強豪校。暱稱為「狐狸」。男子排球部為IH全國亞軍，春高第二種子。吹奏樂部似乎也很強。不同於「絕對王者」的井闥山學院的魅力，他們被稱為「最強的挑戰者」，似乎經常成為電視特別專題報導的採訪對象，去年的IH和春高為第三名，今回雖然錯失金牌，卻也從冠軍井闥山手中搶下一局。條幅文字是「無需追憶昨日」（思い出なんかいらん）。
宮侑
日本青年強化合宿成員之一，和宮治是高中排球最強雙胞胎「宮兄弟」，小學和國中時期是黑髮，高中後染成了金髮，和治的銀髮作區別。月刊排球對宮兄弟的評價：「就算侑被擊倒了，還有治補上。」
全國高中第一舉球員，能傳出「讓攻手以為自己變強了」的舉球。除了舉球外還有強勁的發球，是大力的跳躍發球和跳躍飄球的二刀流，在全國初中體育大賽跟IH都拿過最佳發球員的榮譽。在強化合宿中形容影山的托球「像乖寶寶一樣」，讓影山介意了好一陣子。
在春高賽後對著日向說將來一定會托球給他。
雖然稻荷崎有一支聲勢浩大的啦啦隊，但他本人卻非常討厭外來的雜音干擾他發球的情緒，因此，在發球時會擺出手勢示意啦啦隊安靜，如仍有屢勸不聽者並會以嚴厲的眼神給予對方警告。
成为MSBY黑狼成员之后，练成了将跳飘球和大力跳發结合而成的“超混搭”发球，将自己的发球扩展为了三刀流。
日本国家队成员
宮治
和宮侑是高中排球最強雙胞胎「宮兄弟」，小學和國中時期是黑髮，高中後染成了銀髮，和侑的金髮作區別。月刊排球：「就算侑被擊倒了，還有治補上。」
雖然和侑相比性格比較冷靜，但這只不過是和侑比較的情況下的評價，背地裡和侑常會因為一些無聊小時而打架，然後馬上又和好。
和侑以雙胞胎才有的默契組合攻擊作為武器，不過由於侑從小到大的一些壞習慣，例如借走的東西從來不歸還，偷吃自己的點心還死不承認等，因此並不是很信賴侑。
天賦在侑之上，但是自認沒有侑般熱愛排球。同時也對於侑因為過度喜愛排球而把壓力加諸在隊友身上抱持著不以為然的態度。
畢業後不再打排球而是成為飯糰店店主。
尾白阿蘭
稻荷崎高中3年5班，主攻手，在狀態最好的時候，甚至和木兔被譽為距離「全國前三主攻手」最接近的兩人。性格看似成熟穩重，但因為宮兄弟脫序的行為而時常成為隊伍中的吐槽擔當。似乎會在意別人對他的評價，例如小時候第一次見到宮兄弟時，無意間聽到他們的對話，以為是在說自己身高很高打球很酷，但後來才發現他們只是覺得「阿蘭」這個外國發音的名字很酷而忍不住吐槽。
童年在打少年排球時就與宮兄弟結識，因此對他們非常了解，從小學到高中，多年來一路看著宮兄弟在互相競爭中成長，不過他承認，在雙胞胎中，侑其實才是更可怕的那一個。
畢業後成為了立花RED FALCONS隊隊員。隊友是鷗台的白馬芽生。
國家隊隊員。
角名倫太郎
稻荷崎高中2年1班，中間手，背號：10。
性格狡詐，善於分析，雖以中間手來說身高算是矮的，但是以出眾的直覺彌補。被譽為「能夠操縱對方的攔網者」，春高對上烏野時，發現月島是誘餌而選擇他在他的攔網附近發球。當球隊領先對手許多分並且認為勝券在握時往往容易變得鬆懈而被北訓誡。
另外是隊裏唯一不說關西方言的隊員。
對比愛打鬧的宮兄弟、吐槽隊友的阿蘭，他是一個面無表情，且不多話的人。發表評論時很尖酸刻薄，喜歡把別人的糗事當作樂趣，例如在看到宮兄弟打架時會第一個掏出手機狂拍照，但唯獨怎樣都找不到隊長北信介的弱點，高二社團隊長交接儀式時，被因為拿到隊長的1號隊服而高興哭泣的北嚇了一大跳，並且表示「我一直以為他是個像機器人一樣的人」。
畢業後成為東日本製紙Raijin中間手。
國家隊隊員
北信介
稻荷崎高中排球部隊長。特徵是淺灰色短髮，(髮梢部分是黑色的)。以及前額中分的瀏海。
從小受到祖母的影響，極度自律並擁有強烈的責任感，比起結果更重視過程。
與牛島一樣是個說話方式非常直率的人。在發表自己的言論時都是毫不客氣的單刀直入，因為種種原因，他給隊友們的感覺就像一個機器人般冷冰冰的，其實非常重視隊友，某次宮侑因為感冒還堅持練習排球，北嚴厲的將他趕回家休息，並且斥責了誇讚宮侑的銀島，私底下卻幫宮侑買了感冒要吃的食物以及留下祝其早日康復的字條，讓原本因為被趕回去而不滿地宮侑相當感動，本身也有著強大的氣場，一上場就能瞬間改變隊伍中的氣氛。
與其他隊友相比沒有優秀的身體素質與技術，行事也非常低調沒有受到太多注目，但因其一絲不苟的性格使得他上場時完全沒有任何一點緊張感，並且對自己的能力充滿信心，認為即使不比別人強，也絕對不會搞砸任何事，甚至對於人會「緊張」這點感到相當不解，曾表示「吃飯和上廁所這種稀鬆平常的事就沒有人會緊張了，排球也是如此，只要正常拿出平時在訓練中的表現就好」，被教練評價為「波瀾不驚」，只要訓練中能做到的，在比賽中他也一定能夠做到。
成績很好，不懂什麼是不及格。
畢業後沒再繼續打排球而是在家中務農，並且以自家種植的稻米贊助宮治的飯糰店。
赤木路成，舞台劇演員：野間理孔
稻荷崎高中3年級，身高：174.2cm，位置：自由球員，背號：15
大耳練 舞台劇演員：磯野大
稻荷崎高中3年級7班，身高：191cm，位置：中間手，背號：2，生日:2/17
銀島結 舞台劇演員：縣豪紀
稻荷崎高中2年2班，身高：180.3cm,體重：72.7公斤，位置：主攻手，背號：5，生日:8月21日
理石平介
關鍵發球員，在與烏野比賽的過程中第二局第一次發球採取安全保守的作法而被觀眾噓聲，第三局則恢復水準。背號：14。
大見太郎
稻荷崎高中，教練
黑須法宗
稻荷崎高中，監督

## 所屬長野縣的高中

### 鷗台高中
位於長野縣的高中，男子排球部IH全國前8強，鷗台一開始並非排球強校，但後來開始受到矚目的原因除了星海光來與白馬芽生的加入外，幾年前更換的新教練更是大大強化了隊員們攔網和扣球的實力。條幅文字是「習慣是第二天性
」。
星海光来
日本青年強化合宿成員之一，雖然身高未滿170公分，但有驚人的跳躍力。除了扣球與發球表現強勁之外，在接球與攔網等防守方面也十分出色，可謂全能型的選手。在春高當中的表現，活脫脫就是「小巨人」般的存在。
對於輿論總圍繞在自己的身高而感到厭惡，不過很喜歡大家在看到其優異表現後的驚訝。因此對影山在集訓時對自己只說了「可以作為參考」表示影山應該要再更驚訝一點。
在春高八強賽，對上烏野的第三局的時候，在日向因為發高燒而被迫下場時，與日向約定“我等着你”。
日本國家隊成員
白馬芽生 舞台劇演員：新谷デイビッド
身高：203cm，背號：10，生日：6月27日。
鷗台高中2年級生，主攻手。同時也是隊中最高的成員，因此喜歡拿這點來調侃光來，但光來表示已經很習慣他的挑釁了，所以完全不在乎。
在春高開幕第一天不小心撞到日向，但因為對方太矮而完全沒有察覺到。
畢業後成為了立花RED FALCONS隊隊員。隊友是稻荷崎的尾白阿蘭。
國家隊隊員。
諏訪愛吉 舞台劇演員：三小田芳樹
鷗台高中3年級，隊長，身高：177cm，位置：舉球員，背號：1。
野澤出 舞台劇演員：林勇輝
鷗台高中3年級，身高：181cm，位置：主攻手，背號：4。
晝神幸郎
鷗台高中二年6班學生，中間手。因為擅長攔網而擁有「不動晝神」的稱號。
他生於排球世家，父母兄姊皆畢業於排球名校，兄長福郎更是斯懷登阿德勒隊的隊長，自己本身也有著優秀的排球技術，因此為了成為不輸全家人的的排球選手，上國中變得如同機械，日以繼夜的不停苦練排球，但隨著時間越久，開始覺得並沒有那麼熱愛排球而感到沮喪，後來因為光來的一句話『既然不喜歡那為何一定要去強迫自己去做？』讓其有所頓悟，決定放下過去施加在自己身上的重擔，成為一個「輕鬆打球就好」的人。
畢業後不再打排球而是成為一名獸醫系實習生。
別所千源 舞台劇演員：財津優太郎
鷗台高中1年級，身高：186cm，位置：中間手，背號：8。
上林鯨一郎 舞台劇演員：古田伊吹
鷗台高中3年級，身高：173cm，位置：自由球員，背號：13。
艾倫・墨菲
68歲，鷗台高中教練。過去在義大利甲級聯賽中有擔任過教練的經驗。

## 所屬大分縣的高中

### 狢坂高中
位於九州大分縣的高中。IH全國四強。該校相當重視選手體能訓練。於春高全國大賽準半決賽中以1:2敗給了梟谷。
桐生八
狢坂高中3年1班，排球部主將兼主攻手，背號1號，與白鳥澤的牛島若利、井闥山的佐久早聖臣並列全國三大王牌之一，然而相較於前兩者，卻意外對自己的實力沒有信心。
國二時他帶領球隊在全國中學生排球錦標賽中獲得第二輪勝利，被眾人所期待。然而，因為最擅長的扣球在牛島面前毫無用武之地，又因為舉球員自責的對其道歉而使內心產生無法抹滅的陰影，始終認為自己無法成為球隊所的可靠王牌。但他對隊友有著強烈的責任感，這促使他不斷進步，並努力去克服沉重的壓力。
在扣球時會有意識地把重量集中在慣用手，能夠輕鬆突破3人以上的防守，但動作又極為靈活，能夠快速適應不同的投擲動作，比如低空跳投。普通選手扣球需要兩到三步。他只需一步助跑就能打出有力的扣球，即便是低於標準桿的托球都能夠最大限度地調整卻又不失精準度。因此又有「扣惡球的桐生」之稱號。
多年後成為碧色火箭 Azuma Pharmacy的邊攻手。
日本國家隊隊員。
臼利滿
身高：182.2cm，體重：70.5kg，生日：12月12日，背號9。
狢坂高中2年生。舉球員。看似沒什麼亮眼的表現，其實和研磨一樣是隊伍中的頭腦，會從心理上動搖對方選手，從而影響他們在比賽中的思緒。被隊友評價為「既活潑又腹黑」。
雲南惠介
身高：190.3cm，體重：79.8kg，生日：1月29日，背號4
狢坂高中3年級生。副攻手。與猯望並稱「狢坂雙塔」。但兩人時常鬥嘴(類似於日向和影山)。和熱血的瑞相比話不多且情緒起伏較小。會用手勢傳達上面的信息挑釁瑞或者說他是「笨蛋」。
猯望
身高：190.4cm，體重：84.2kg，生日：8月1日，背號2
狢坂高中3年級生。副攻手。與雲南惠介並稱「狢坂雙塔」。但兩人時常鬥嘴(類似於日向和影山)。性格熱血又很單細胞，所以經常因為雲南的挑釁而生氣，是隊伍的氣氛製造者。
蝦夷田尚陽
身長：182.2cm，體重：75.6kg，背號7
狢坂高中3年級生。主攻手。
本渡昴
身高：179.2cm，體重：73.3kg，背號10
狢坂高中2年級生。主攻手。
尾新春馬
身高：174.6cm，體重：68.3kg，背號13
狢坂高中2年級生。自由球員。
九刷道子
42歲。狢坂高中男子排球部女性教練。

## 所屬其他縣市的高中

### 生川高中
位於神奈川，一支很努力練習發球的隊伍，所有選手的發球都很厲害。認為發球正是最極致的「攻擊」。戰術為「發球&攔網」：利用強勁的發球擾亂對手的接發球，再攔下對手因接發不成功而被受限的攻擊路線。
強羅昌己（配音：松田修平（日本）；陳卓智（香港））
生川高中主將。背號1。三年級生。擅於發球和攔網，有著很厚的嘴唇，森然高中的主將稱呼他為「鱈魚卵嘴唇」。春高全國大賽時，與森然高中的小鹿野、千鹿谷一同到場觀賽。對於合宿夥伴們的活躍表現，自己也感到很光榮。
伊勢原裕次（配音：相樂信賴（日本））
生川高中排球隊員。
宮之下英里（配音：嘉山未紗（日本）；成瑤孆（香港））
生川球隊經理，紮著雙馬尾、笑臉迎人的女孩。

### 森然高中
位於埼玉縣，校園環境即使在盛夏也不那麼炎熱，因此經常被梟谷學園高中聯盟選為夏季合宿的地點。其男子排球隊是在球隊配合方面的大師，擅於合作無間的同步攻擊。在春高代表決定戰和對手打滿五局最終落敗，無緣晉級全國大賽。
小鹿野大樹（配音：鈴木千尋（日本）；梁偉德（香港））
森然高中主將。背號1。三年級生。髮型奇特而被生川高中的主將稱為「花椰菜頭」。
千鹿谷榮吉（配音：長南翔太（日本）；李震權→鍾見麟（第四季）（香港））
森然高中一年級生。左撇子中間手。於春高前被邀請參加全日本青年強化合宿，被影山暗自在心中取名為「花椰菜頭2號」。自己則感覺影山不是很好相處的人、不知道他心裡到底在想什麼。然而在和小鹿野、強羅一同觀看春高全國大賽時，卻自豪地對兩人表示他已經和影山成為鐵哥們。
大瀧真子（配音：大地葉（日本））
森然球隊經理。在夏季合宿結束的烤肉會上對清水說「烏野的三年級生看起來都好可靠」。

### 椿原學園
位於神奈川縣的高中。於春高第一輪賽敗於烏野高校。應援橫幅為「積細流以成江海」。
越後榮（配音：石毛翔彌（日本）；劉奕希（香港））
椿原學園3年6班。隊長兼舉球員。背號2。
丸山一喜（配音：中島ヨシキ（日本）；張預東（香港））
椿原學園3年2班。主攻手。背號1。
寺泊基希（配音：内田修一（日本）；李鎮然（香港））
椿原學園3年1班。主攻手。背號4。
舞子侑志（配音：須田祐介（日本）；李致林（香港））
椿原學園2年4班。主攻手。背號10。
當間義友（配音：井上宝（日本）；陳灝瑋（香港））
椿原學園2年8班。副攻。背號9。
貝掛亮文（配音：市川蒼（日本）；梁偉德（香港））
椿原學園2年7班。自由球員。背號12。
姫川葵（配音：井上雄貴（日本）；袁淑珍（香港））
椿原學園1年級生。主攻手。背號14。擅長天花板發球。
月岡千春（配音：大野智敬（日本）；胡家豪（香港））
椿原學園2年級生。背號3。
三川大（三川大（みかわだい））
椿原學園2年級生。背號5。
大佐渡巽（配音：前田一世（日本）；葉振聲（香港））
椿原學園排球部監督。38歲。

### 早流川工業高校
位於石川縣的高中。於春高第二輪賽惜敗於音駒高校。應援橫幅為「無論多少次都可以站起來」。
白峰周（配音：宮崎遊（日本）；陳耀楠（香港））
身高：181.2 cm，體重：71.8 kg
早流川工業高校3年級生。隊長兼舉球員。背號1。
金澤伊織（配音：冨森ジャスティン（日本）；關令翹（香港））
身高：180.5 cm ，體重：72.3 kg
早流川工業高校3年級生。主攻手。背號4。
志賀智也（配音：岡部悟（日本）；黃積權（香港））
身高：187.2 cm，體重：80.2 kg
早流川工業高校3年級生。副攻手。背號8。
和倉久彦（配音：中西伶郎（日本）；鄧志堅（香港））
身高：186.4 cm，體重：73.3 kg
早流川工業高校3年級生。副攻手。背號3。
深谷謙朗（配音：熊谷健太郎（日本）；曹啟謙（香港））
身高：178.2 cm，體重：67.8 kg
早流川工業高校2年級生。主攻手。背號10。
山代總司
身高：177.4 cm，體重：69.2 kg
早流川工業高校2年級。主攻手。背號12。
輪島友和（配音：新祐樹（日本）；胡家豪（香港））
身高：171.2 cm，體重：61.6 kg
早流川工業高校2年級生。自由球員。背號9。
鹿尾有敬（配音：利根健太朗（日本）；李錦綸（香港））
早流川工業高校排球部監督。畢業於音駒高校，同時也是貓又監督的元學生，因此相當了解音駒打排球的方式，在春高對上音駒時讓隊伍使出消耗音駒大腦研磨的體力，使其無法正常思考的戰術。

### 犬伏東高校
位於廣島縣的高中。於春高八強賽擊敗I.H.全國冠軍-井闥山高校；並在四強賽敗於梟谷學院。
甲斐涼晴
在春高前還在就讀國中三年級，國中畢業就讀犬伏東高中。
高中畢業後在日本V1排球聯賽隊伍-DESEO Hornets擔當副攻手一職。

### 一林高中
只知道在春高冠軍賽擊敗木兔所屬的梟谷學院並成為該屆春高冠軍的高中，其餘資料不明。

## V.LEAGUE隊伍

### MSBY黑色狐狼 MSBY Black Jackals
日本V1排球聯賽隊伍，簡稱BJ
股份公司MSBY   「用個體的努力連結他人」為基本理念的日本汽車零件製造公司。
日向翔陽
22歲，身高：172cm，位置：接應，生日：6月21日，背號：21，畢業於烏野高中。
宮侑
23歲，身高：187cm，位置：舉球員，生日：10月5日，背號13，畢業於稻荷崎高中。
佐久早聖臣
22歲，身高：192cm，位置：邊攻手，生日：3月20日，背號15，畢業於井闥山學院。
木兔光太郎
24歲，身高：190cm，位置：邊攻手，生日：9月20日，背號12，畢業於梟谷學園高中。
犬鳴席恩
26歲，身高：174cm，位置：自由球員，背號6。
明暗修吾
29歲，身高：196cm，位置：中間手，背號4，隊長。
阿德利亞·湯瑪士|Adriah·Tomas
27歲，身高：201cm，位置：中間手，背號9。
奧利佛·班茲|Oriver·Barnes
31歲，身高：207cm，位置：接應，背號10。
薩姆森·弗斯特|Samson·Foster
43歲，教練。

### 施維登阿德勒斯 SCHWEIDEN ADLERS
日本V1排球聯賽隊伍，簡稱AD，連續3年冠軍
股份公司施維登，公司名是德語的汗(Schweiß)和黃金(Golden)組成的造字。
以「流下的汗有黃金的價值」為信條，日本的電機製造公司。
影山飛雄
21歲，身高：188cm，位置：舉球員，生日：12月22日，背號20，畢業於烏野高中。
牛島若利
24歲，身高：192cm，位置：接應，生日：8月13日，背號11，畢業於白鳥澤學園高中。
星海光來
23歲，身高：173cm，位置：邊攻手，生日：4月16日，背號16，畢業於鷗台高中。
晝神福郎
29歲，身高：197cm，位置：中間手，背號2，隊長。
尼可拉斯·洛美洛|Nicollas·Romero
30歲，身高：191cm，位置：邊攻手，背號5。
索克羅夫尊人
25歲，身高：201cm，位置：中間手，背號7。
平和島登志郎
28歲，身高：176cm，位置：自由球員，背號1。
朱雀萬丈
46歲，教練。

### 碧色火箭 Azuma Pharmacy
日本V1排球聯賽隊伍
桐生八
24歲，位置：邊攻手，生日：4月8日，畢業於狢坂高中。
五色工
22歲，身高：186.7cm，位置：邊攻手，生日：8月22日，畢業於白鳥澤學園高中。

### EJP東日本製紙RAIJIN
日本V1排球聯賽隊伍
角名倫太郎
22歲，身高：191cm，位置：中間手，生日：1月25日，畢業於稻荷崎高中。
鷲尾辰生
24歲，位置：中間手，生日：8月29日，畢業於梟谷學園高中。
古森元也
23歲，身高：180cm，位置：自由球員，生日：7月30日，畢業於井闥山學院。

### 大日本電鐵Warriors
日本V1排球聯賽隊伍
百澤雄大
22歲，位置：中間手，生日：4月3日，畢業於角川學園高中。

### 立花Red falcons
日本V1排球聯賽隊伍
尾白阿蘭
24歲，位置：邊攻手，生日：4月4日，畢業於稻荷崎高中。
白馬芽生
23歲，位置：副攻手，生日：6月27日，畢業於鷗台高中。

### VC神奈川
日本V1排球聯賽隊伍
山本猛虎
23歲，位置：邊攻手，生日：2月22日，畢業於音駒高中。
理石平介
21歲，位置：邊攻手。畢業於稻荷崎高中。
千鹿谷榮吉
22歲，位置：副攻手。畢業於森然高中。

### DESEO Hornets
日本V1排球聯賽隊伍
飯綱掌
24歲，位置：二傳手，生日：4月27日，背號12,畢業於井闥山學院高中。
甲斐涼晴
21歲，位置：副攻手，畢業於犬伏東高中。

### 光新藥Red Rabbits
日本V1排球聯賽隊伍
天內叶歌
23歲，位置：主攻手，生日：10月24日，畢業於新山女子高等學校。

### 仙台蛙FROGS
日本V2排球聯賽隊伍
月島螢
22歲，身高：195公分（大學四年級），位置：中間手，生日：9月27日（天秤座），畢業於烏野高中。
黃金川貫至
22歲，位置：舉球員，生日：7月9日，畢業於伊達工業高中，明年加入。
京谷賢太郎
23歲，位置，應接，生日：12月7日，畢業於青葉城西高中。

### 玉電Elephant
日本V2排球聯賽隊伍
金田一勇太郎
22歲，位置：中間手，生日：6月6日，畢業於青葉城西高中。
尾長涉
22歲，位置：中間手，生日：4月14日，畢業於梟谷學園高中。

### 日腳自動車獅子隊
日本V2排球聯賽隊伍
山形隼人
23歲，位置：自由球員，生日：2月14日，畢業於白鳥澤學園高中。

### 金伊洛SPORTS JUMPERS
日本V3排球聯賽隊伍
大平獅音
24歲，位置：邊攻手，生日：10月30日，畢業於白鳥澤學園高中。
中島猛
24歲，位置：自由球員，生日：8月20日，畢業於和久谷南高中。

### 聖胡安俱樂部
阿根廷甲級排球聯賽隊伍
及川徹
24歲，位置：舉球員，生日：7月20日，畢業於青葉城西高中。

### Cheegle Ekaterinburg
俄羅斯排球超級聯盟隊伍
夜久衛輔
24歲，位置：自由人，生日：8月8日，畢業於音駒高中。

## 其他人物

### 雪丘中學
泉行高（配音：池田恭祐（日本）；張方正（香港））
```
首次登場：漫畫第1話 動畫第1話（第一季）
```

以前雪丘中學三年級，原屬籃球社，為了日向翔陽湊人數參加國中綜合體育大賽的男子排隊比賽而成為臨時隊伍的一員。烏野對戰白鳥澤時前來觀賽。
關向幸治（配音：橫田成吾（日本）；李凱傑（香港））
```
首次登場：漫畫第1話 動畫第1話（第一季）
```

以前雪丘中學三年級，原屬足球社，為了日向翔陽湊人數參加國中綜合體育大賽的男子排隊比賽而成為臨時隊伍的一員。烏野對戰白鳥澤時前來觀賽。
鈴木幸也（配音：榎木淳彌（日本）；李致林（香港））
```
首次登場：漫畫第1話 動畫第1話（第一季）
```

以前雪丘中學一年級，排球社成員，日向翔陽組成臨時隊伍的一員。
川島友喜（配音：西山宏太朗（日本）；李震權（香港））
```
首次登場：漫畫第1話 動畫第1話（第一季）
```

以前雪丘中學一年級，排球社成員，日向翔陽組成臨時隊伍的一員。
森達也（配音：山本和臣（日本）；陳成港（香港））
```
首次登場：漫畫第1話 動畫第1話（第一季）
```

以前雪丘中學一年級，排球社成員，日向翔陽組成臨時隊伍的一員。

### 排球選手的親屬
日向夏（配音：山崎遙（日本）；何寶珊→陳皓宜（第四季）（香港））
首次登場: 動畫第5話（第一季）
日向翔陽的妹妹，似乎相當成熟，並有時候會嫌哥哥太吵。高中進入新山女子排球隊。
影山一與
影山飛雄的祖父，畢業於白鳥澤學園。9人制媽媽排球隊「北川☆bird」教練，從影山姐弟很小的時候起就教導他們打排球，甚至可以說是影山的心靈導師，但在影山國中時就因身體狀況不佳而住院，並於隔年過世。
影山美羽
影山飛雄的姊姊，大影山9歲，從小與影山一同跟隨爺爺打排球，上高中後因為不想剪頭髪而沒有繼續打排球。長大後成為美髮造型師，似乎和愛莉莎認識。
北結仁依
北信介的祖母。畢業於笛根九高中。為人勤奮善良，在北年幼時就時常提醒他要認真看待任何事，因為神明看得見，對北日後的人生有著很大的影響。春高稻荷崎和烏野的賽事中她穿著印有『信介』字樣的毛衣，以觀眾的身份前來觀看孫子的比賽
西谷節男
西谷夕的祖父。畢業於千鳥山國中。
外向，擅於交友，因此總是帶著不同年輕的女人回家。但對西谷也很嚴格，並訓練他消除一些小時候的恐懼，例如不喜歡吃蔬菜，鄰居家的狗似乎很難接近，還有騎自行車等。通過直接去面對這些事情，他讓西谷理解到，新事物並不完全像看上去那麼糟糕，如果他不確定該怎麼辦，可以向別人求助。養成了西谷大膽無畏的性格。
谷地圓（配音：園崎未惠（日本）；李明幸（台灣）；鄭麗麗（香港））
仁花的母親。自營設計公司，家事多委託仁花。
山本茜（配音：富田美憂（日本），舞台劇演員：重石邑菜）
13歲。就讀音駒中學二年B班。身高：144.3公分，體重：35.4公斤，生日：3月13日，喜歡的食物：魚肉鬆拌飯，最近的煩惱：和朋友談論排球的時候他們一直走掉。
山本猛虎的妹妹。音駒與梟谷一戰擔任啦啦隊。對排球知識有相當程度的了解，會向不懂排球的愛莉莎進行解說，但也時常在因賽況感到灰心時被愛莉莎鼓舞。
灰羽愛莉莎（配音：市道真央（日本）；陳皓宜（香港），舞台劇演員：楓）
19歲。大學生。身高：178.5公分，體重：56.5公斤，生日：4月5日，喜歡的食物：海膽壽司，最近的煩惱：擔心弟弟太酷太受歡迎。
灰羽列夫的姐姐。夜久形容是個美的一塌糊塗的超級美女。音駒與梟谷一戰至場邊加油。
多年後和列夫一起成為模特兒，並且和影山美羽相識。
昼神招子
25歲（2018年）。昼神幸郎的姐姐。出生時母親本想將她取名為「運子」（うんこ），希望日後能成為一位幸運兒，但隨後發現發音音同日文的「大便」，並改成了招子。
畢業於鷗台高中，高中時擔任女排部的攻擊手，現為光新藥Red Rabbits V聯盟 Division 1的的隊長。
中島家
作者另一部作品《詭辯學派 四谷學長的怪談》中的角色。
- 「父親」中島正義（配音：咲野俊介（日本）；林谷珍（台灣）；招世亮（香港））
- 「母親」中島愛（配音：半場友惠（日本））
- 「長男」中島勇（配音：森久保祥太郎（日本）；劉奕希（香港））
- 「次男」中島猛（配音：阿部敦（日本）；李鎮然（香港）））                                                       為本作和久谷南高中排球校隊一員。
- 「長女」中島真（配音：藤田茜（日本）；凌晞（香港））                                                             為《詭》書中的準主角。
- 「三男」中島實（配音：三浦步美（日本））

派の家
「迷樣男娘」派子（ パイ（pai'ko），如字面上的意思一樣就是個迷樣男娘，無所事事不知外面世界的男娘